# Fringe – Grenzfälle des FBI/Episodenliste

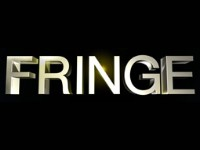
Logo zur Serie

Diese Episodenliste enthält alle Episoden der US-amerikanischen Mysteryserie Fringe – Grenzfälle des FBI, sortiert nach der US-amerikanischen Erstausstrahlung. Zwischen 2008 und 2013 entstanden in fünf Staffeln 100 Episoden mit einer Länge von jeweils etwa 42 Minuten.

## Übersicht
| Staffel | Episodenanzahl | Erstausstrahlung USA | Erstausstrahlung USA | Deutschsprachige Erstausstrahlung | Deutschsprachige Erstausstrahlung |
| Staffel | Episodenanzahl | Staffelpremiere      | Staffelfinale        | Staffelpremiere                   | Staffelfinale                     |
| ------- | -------------- | -------------------- | -------------------- | --------------------------------- | --------------------------------- |
| 1       | 20             | 9. September 2008    | 12. Mai 2009         | 16. März 2009                     | 10. August 2009                   |
| 2       | 23             | 17. September 2009   | 20. Mai 2010         | 8. März 2010                      | 25. Oktober 2010                  |
| 3       | 22             | 23. September 2010   | 6. Mai 2011          | 10. Januar 2011                   | 26. September 2011                |
| 4       | 22             | 23. September 2011   | 11. Mai 2012         | 25. Juni 2012                     | 20. August 2012                   |
| 5       | 13             | 28. September 2012   | 18. Januar 2013      | 1. Februar 2013                   | 16. März 2013                     |

## Staffel 1
Die Erstausstrahlung der ersten Staffel war vom 9. September 2008 bis zum 12. Mai 2009 auf dem US-amerikanischen Sender Fox zu sehen. Die deutschsprachige Erstausstrahlung sendeten der deutsche Free-TV-Sender ProSieben sowie der Schweizer Free-TV-Sender SRF zwei vom 16. März bis zum 10. August 2009.
| Nr. (ges.) | Nr. (St.) | Deutscher Titel              | Originaltitel                       | Erstausstrahlung USA | Deutschsprachige Erstausstrahlung (D/CH) | Regie                      | Drehbuch                                                                     |
| --- | --------- | ---------------------------- | ----------------------------------- | -------------------- | ---------------------------------------- | -------------------------- | ---------------------------------------------------------------------------- |
| 1 | 1         | Flug 627                     | Pilot                               | 9. Sep. 2008         | 16. März 2009                            | Alex Graves                | J. J. Abrams, Alex Kurtzman & Roberto Orci                                   |
| Flug 627 landet in Boston, doch beim Öffnen des Flugzeugs stellt das Bodenpersonal fest, dass alle Passagiere sowie das Besatzungspersonal auf mysteriöse Weise ums Leben gekommen sind. Die FBI-Agentin Olivia Dunham untersucht die Maschine. Während der Ermittlungen wird ihr Kollege und Lebensgefährte John Scott einer unbekannten lebensgefährlichen, chemischen Substanz ausgesetzt. Die verzweifelte Olivia möchte Dr. Walter Bishop um Hilfe bitten, der für seine Forschungen im übernatürlichen Bereich bekannt ist, doch kann ihr dieser nicht helfen, da er sich bereits seit 17 Jahren in einer Nervenheilanstalt befindet. Der einzige Weg, an ihn heranzukommen, führt über seinen Sohn Peter, der jedoch zunächst nichts mehr mit seinem Vater zu tun haben möchte. Olivia gelingt es jedoch, Peter zur Mithilfe zu überreden, woraufhin sein Vater Walter unter seiner Aufsicht aus der Anstalt entlassen wird und sein ehemaliges Labor in Harvard zurückerhält. Olivias Untersuchungen führen sie zum Unternehmen „Massive Dynamic“, das Walters ehemaligem Laborpartner gehört, mittlerweile aber von Nina Sharp geleitet wird. Es stellt sich heraus, dass ein Mitarbeiter von Massive Dynamic für die Herstellung der Chemikalien verantwortlich ist, die Scott vergifteten. Jedoch wird ebenso klar, dass Scott selbst in den Anschlag auf den Flug 627 involviert ist. Obwohl es Walter Bishop gelingt, Scotts Heilung in Gang zu setzen, versucht dieser, seine Doppelagentenrolle fortzusetzen, und stirbt bei einer Verfolgungsjagd mit Olivia. Ohne deren Wissen werden seine sterblichen Überreste in die Laboratorien von Massive Dynamic gebracht, die versuchen, mithilfe ihrer technischen Möglichkeiten Informationen über die Angriffe aus seinem Gehirn zu gewinnen. |           |                              |                                     |                      |                                          |                            |                                                                              |
| 2 | 2         | Das Experiment               | The Same Old Story                  | 16. Sep. 2008        | 23. März 2009                            | Paul Edwards               | Jeff Pinkner, J. J. Abrams, Alex Kurtzman & Roberto Orci                     |
| Ein Mann verführt eine junge Frau, die nur wenige Stunden später hochschwanger vor einem Krankenhaus abgesetzt wird. Die baldige Geburt des Kindes überlebt sie nicht. Der Säugling entwickelt sich übernatürlich schnell und stirbt kurz darauf als Greis. Zusammen mit Walter und Peter Bishop übernimmt Olivia Dunham den Fall unter Phillip Broyles' Leitung. Er scheint zu einer Serie mysteriöser Vorkommnisse zu gehören, die vom FBI als „Schema“ bezeichnet werden. Die Indizien weisen auf einen ungelösten Serienkillerfall hin, an dem Olivia bereits zuvor mit ihrem verstorbenen Partner John Scott arbeitete. Dieser Mörder entfernte seinen Opfern stets einen Teil des Gehirns, die Hirnanhangsdrüse, die auch für das Wachstum des Menschen verantwortlich ist. Walter erinnert sich an eigene Experimente, die er in diesem Kontext durchgeführt hat, die Unterlagen sind jedoch nicht mehr vorhanden. Olivia und Peter wenden sich an einen medizinischen Spezialisten für Alterungs- und Wachstumskrankheiten, Dr. Penrose, der ihnen jedoch zunächst nicht helfen kann. Nach dem FBI-Besuch warnt dieser Arzt allerdings seinen Sohn Christopher vor den Agents, der selbst von zu schneller Alterung betroffen ist. Er brauche nur noch wenige Frauen, um das Projekt zu vervollständigen. Währenddessen wird ein weiteres Opfer des Serienmörders gefunden, dessen Hirnanhangsdrüse tatsächlich ebenfalls entfernt wurde. Walter versucht, durch die letzten Bilder auf der Netzhaut den Tatort des Mordes herauszufinden, was ihm schließlich auch gelingt. Als Olivia den Täter stellt, erliegt er jedoch seiner schnellen Alterung und stirbt. Auch sein Vater wird erschossen. Walter und Peter werden offizielle Mitglieder der Sondereinheit des FBI. |           |                              |                                     |                      |                                          |                            |                                                                              |
| 3 | 3         | Roy                          | The Ghost Network                   | 23. Sep. 2008        | 30. März 2009                            | Frederick E. O. Toye       | David H. Goodman & J. R. Orci                                                |
| Roy McComb zeichnet Katastrophen, bevor diese passieren. So sieht er auch ein Busunglück voraus, das Olivia und ihr Team wenig später untersuchen. Während der Ermittlungen wird Roy zunächst verdächtigt, selbst hinter den Angriffen zu stecken; es wird jedoch schnell klar, dass er sie nur voraussieht. Seine Visionen hat er seit rund 9 Monaten, seit dem FBI das „Schema“ auffällt. Er ist als Kind von Walter als Versuchskaninchen benutzt worden. Eine unbekannte Substanz, die während des Busunglücks gefunden wird, lässt Olivia bei Massive Dynamic untersuchen. Walter stellt außerdem fest, dass Roys Blut metallische Bestandteile enthält, was ihn an Forschungen mit seinem ehemaligen Laborpartner William Bell erinnert, bei denen es darum ging, geheime Botschaften von Gehirn zu Gehirn zu transferieren, ohne dass dies äußerlich bemerkbar wäre. Es wird entsprechend klar, dass jemand diese Technik perfektioniert zu haben scheint und Roy als so etwas wie ein Empfangsgerät fungiert. Dem FBI-Team gelingt es, ankommende Nachrichten zu dekodieren, was zur Verfolgung einiger Verdächtiger führt, die jedoch allesamt sterben. Allerdings wird eine kleine Festplatte aufgefunden, die Olivias Vorgesetzter Broyles Nina Sharp von Massive Dynamic zur Untersuchung übergibt. Roy McComb wird durch die Zerschlagung des Netzwerks keine weiteren Visionen empfangen. |           |                              |                                     |                      |                                          |                            |                                                                              |
| 4 | 4         | Die Ankunft                  | The Arrival                         | 30. Sep. 2008        | 6. Apr. 2009                             | Paul Edwards               | J. J. Abrams & Jeff Pinkner                                                  |
| In dieser Folge tauchen erstmals die sogenannten „Observer“ auf: glatzköpfige, gleich aussehende Männer, die sich mit dem Lauf der Geschichte auseinanderzusetzen scheinen. In diesem Fall beobachtet einer dieser Beobachter die Explosion einer Gasleitung und informiert weitere mit der Botschaft, „es“ sei angekommen. Das FBI-Team um Olivia Dunham untersucht dieses „Es“, ein mysteriöses Objekt, das in unregelmäßigen Abständen vibriert. Walter setzt schließlich seine Assistentin Astrid außer Gefecht, um sich mit einem der glatzköpfigen Männer zu treffen und das Objekt zurückzugeben. Später erklärt er Peter, dass er tief in der Schuld dieser Männer stehe, weil ein solcher bei einem früheren Unfall ihrer beider Leben gerettet habe. Auch Peter ist nun von der Existenz eines „Schemas“ überzeugt und erklärt sich endgültig bereit, dem FBI helfend zur Seite zu stehen, auch wenn das Verhältnis zu seinem Vater längst noch nicht abschließend geklärt ist. |           |                              |                                     |                      |                                          |                            |                                                                              |
| 5 | 5         | Unter Strom                  | Power Hungry                        | 14. Okt. 2008        | 20. Apr. 2009                            | Christopher Misiano        | Jason Cahill & Julia Cho                                                     |
| Joseph Meegar besitzt die Fähigkeit, in seiner direkten Umgebung elektrische Felder zu kontrollieren. So löst er beispielsweise eine Fahrstuhlkatastrophe aus, bei der alle Anwesenden außer ihm selbst ums Leben kommen. Er wird allerdings von einem Wissenschaftler entführt, der mit diesen speziellen Fähigkeiten experimentiert. Walter kommt jedoch auf die Idee, ihn mit Hilfe von Tauben, die elektrische Felder aufspüren können, aufzufinden, was tatsächlich glückt. Währenddessen erscheint Olivia immer wieder John Scott. Über diese Visionen findet sie schließlich ein Versteck von ihm, in dem sich einige Informationen zu seiner Doppelagentenrolle und weiteren Fällen des „Schemas“ befinden. Als ihr Chef ihr zusätzlich Scotts persönliche Dinge aushändigt, findet sie außerdem einen Verlobungsring. |           |                              |                                     |                      |                                          |                            |                                                                              |
| 6 | 6         | Das Heilmittel               | The Cure                            | 21. Okt. 2008        | 27. Apr. 2009                            | Bill Eagles                | Felicia D. Henderson & Brad Caleb Kane                                       |
| Eine verwirrte Frau taucht in einem Café auf. Sie erinnert sich nicht mehr daran, was mit ihr geschehen ist. Als ihr zu viele Fragen gestellt werden, beginnen die Gehirne der anderen Gäste, zu kochen, woraufhin diese sterben. Auch sie selbst überlebt nicht. Das FBI-Team stößt auf eine auffallend hohe Intensität ionisierender Strahlung im Lokal. Es stellt sich heraus, dass die Frau Opfer einer Entführung geworden ist und nun eine weitere Frau verschwunden ist. Beide Frauen litten/leiden an einer seltenen Krankheit namens Bellinische Lymphosemie. Sie nahmen an einer Studie zu einem neuen Medikament teil, das die eigentlich unheilbare Krankheit mithilfe radioaktiver Kapseln bekämpfen sollte. Der dahinterstehende Pharmakonzern Intrepus verfolgt jedoch tatsächlich das Ziel, die Patienten als fernauslösbare menschliche Bomben zu missbrauchen. Mit Hilfe von Nina Sharp kann das zweite Opfer rechtzeitig gefunden und das Gegenmittel verabreicht werden. |           |                              |                                     |                      |                                          |                            |                                                                              |
| 7 | 7         | Der geheimnisvolle Mr. Jones | In Which We Meet Mr. Jones          | 11. Nov. 2008        | 4. Mai 2009                              | Brad Anderson              | J. J. Abrams & Jeff Pinkner                                                  |
| Ein Kollege und Freund von Broyles, Agent Mitchell Loeb, bricht bei einem Treffen zusammen. Es wird zunächst ein Herzanfall vermutet, bis ein sich vom Herzen ausbreitender Parasit in seinem Körper entdeckt wird. Walter untersucht den Fremdkörper, der übernatürlich zu sein scheint, weiß jedoch auch nicht weiter. Daraufhin fliegt Olivia nach Frankfurt, um dort mit einem in Isolationshaft sitzenden Biochemiker zu sprechen. Dieser verweigert jedoch die Auskunft, bis er mit einem Kollegen gesprochen hat, der jedoch mittlerweile ums Leben gekommen ist, um an bestimmte Informationen zu gelangen. Es stellt sich heraus, dass beide einem Zusammenschluss namens „ZFT“ angehörten, der in direktem Zusammenhang mit dem „Schema“ zu stehen scheint. Da sich der Parasit in Loebs Körper immer weiter ausbreitet, wird die Zeit für die Agenten langsam knapp. Walter kommt auf die Idee, Peter mit dem Hirn des toten Kollegen zu verbinden, sodass dieser an die benötigten Informationen gelangt. Das Vorhaben gelingt, der inhaftierte Agent erhält die benötigte Information und Loeb kann gerettet werden. Das Team bemerkt jedoch nicht, dass der Vorfall allein der Information wegen inszeniert war und Loeb ebenfalls zum „ZFT“ gehört. |           |                              |                                     |                      |                                          |                            |                                                                              |
| 8 | 8         | Die Gleichung                | The Equation                        | 18. Nov. 2008        | 11. Mai 2009                             | Gwyneth Horder-Payton      | J. R. Orci & David H. Goodman                                                |
| Ein Junge wird entführt, um eine unvollendete Gleichung mit Hilfe seiner musikalischen Fähigkeiten zu lösen. Auch in der Vergangenheit gab es bereits solche Entführungen, bei denen auf einem speziellen Feld begabte Kinder zu diesem Zweck benutzt wurden. Bisher konnte die Gleichung jedoch nie gelöst werden. In Walters Anstalt saß ebenfalls ein solches Kind, mittlerweile alt geworden, ein. Walter begibt sich entsprechend erneut in die Anstalt und gelangt so trotz einiger Auseinandersetzungen mit dem Anstaltsleiter an einige Informationen, die dem Team helfen sollen, den Jungen wiederzufinden. Tatsächlich ist das Team mit Hilfe dieser Informationen in der Lage, das Kind zu finden. Sein Entführer entkommt jedoch mit der mittlerweile vollendeten Formel. Diese dient dem aus der letzten Folge bekannten Mitchell Loeb dazu, eine Maschine zu bauen, mit der es möglich ist, feste Materie zu überwinden. |           |                              |                                     |                      |                                          |                            |                                                                              |
| 9 | 9         | Schmetterlinge im Kopf       | The Dreamscape                      | 25. Nov. 2008        | 18. Mai 2009                             | Frederick E. O. Toye       | Julia Cho & Zack Whedon                                                      |
| Ein Angestellter von „Massive Dynamic“ bildet sich ein, von Schmetterlingen mit rasiermesserscharfen Flügeln angegriffen zu werden, und springt aus Verzweiflung aus dem Fenster, wobei er stirbt. Olivia erhält eine E-Mail, vermeintlich geschrieben von ihrem verstorbenen Kollegen John Scott, in der ihr eine Adresse mitgeteilt wird. Dort angekommen, stößt sie auf Kröten, die angstauslösende Halluzinogene enthalten. Bei einer erneuten Untersuchung stellt sich heraus, dass das Hirn des Toten mit einer hohen Dosis dieser Halluzinogene belastet war. Walter lässt Olivia erneut in einen Wassertank, um eine unterbewusste Verbindung zu John Scott herzustellen, um an weitere Informationen zu gelangen. Hierbei wird klar, dass Massive Dynamic offenbar mehr mit den Fällen des „Schemas“ zu tun hat, als bisher angenommen. |           |                              |                                     |                      |                                          |                            |                                                                              |
| 10 | 10        | Durch die Wand               | Safe                                | 2. Dez. 2008         | 25. Mai 2009                             | Michael Zinberg            | David H. Goodman & Jason Cahill                                              |
| Mitchell Loeb und seine Komplizen stehlen Dinge aus verschiedenen Bankschließfächern und -tresoren. Dabei benutzen sie die dank der vervollständigten Formel aufgefundene Technologie, mit der man durch Wände gehen kann. Bei einem der Überfälle geht jedoch etwas schief und einer der Diebe wird in der sich wieder verfestigenden Wand eingeklemmt und von seinen Komplizen getötet. Zu diesem Fall werden Olivia und ihr Team gerufen. Walter erinnert sich langsam, dass diese einzelnen Schließfächer in der Vergangenheit von ihm selbst angelegt wurden und Teile eines von ihm erfundenen Teleportationsgerätes enthalten. Loeb entführt Olivia und will David Robert Jones, den in Isolationshaft sitzenden Biochemiker, mit Walters Erfindung aus dem Gefängnis herausteleportieren, was schließlich auch gelingt. |           |                              |                                     |                      |                                          |                            |                                                                              |
| 11 | 11        | Das Schnupfenvirus           | Bound                               | 20. Jan. 2009        | 8. Juni 2009                             | Frederick E. O. Toye       | J. J. Abrams, Jeff Pinkner, Alex Kurtzman & Roberto Orci                     |
| Nachdem sie einen medizinischen Eingriff hat über sich ergehen lassen müssen, kann Olivia vor ihren Entführern fliehen. Sie schafft es sogar, einige medizinische Proben mitzunehmen, und versteckt diese, bevor sie von Sanford Harris gefangen genommen wird. Dieser wurde engagiert, um die Tätigkeiten der „Fringe“-Abteilung zu überprüfen, und ist Olivia bereits von früher bekannt: Sie hatte ihn wegen sexueller Belästigung von drei Frauen belangt. Nun sieht er seine Gelegenheit gekommen, sich für die so entstandenen Unannehmlichkeiten zu rächen. Zurück beim FBI ermittelt Olivia mit ihrem Team in einem Fall, in dem ein Epidemiologe an einem riesigen Virus innerhalb seines eigenen Körpers gestorben ist. Durch einen Vergleich des Virus in seinem Körper mit denen bei der Entführung entnommenen kann eine Verbindung zwischen den Mördern und den Entführern hergestellt werden. Olivia erkennt schließlich die Schuhe ihres Entführers Agent Mitchell Loeb, sodass dieser enttarnt ist. Bei einer Verfolgung wird seine Frau erschossen. Die Informationen, die er dem Team geben kann, sind jedoch eher rar: Er behauptet nur, es gebe zwei Seiten und er habe versucht, Olivia zu retten und zu schützen. Währenddessen bekommt Olivia Besuch von ihrer Schwester Rachel und deren Tochter Ella. |           |                              |                                     |                      |                                          |                            |                                                                              |
| 12 | 12        | Hirnfresser                  | The No-Brainer                      | 27. Jan. 2009        | 15. Juni 2009                            | John Polson                | David H. Goodman & Brad Caleb Kane                                           |
| Olivias Team untersucht einen Fall, in dem mehrere Menschen an einem verflüssigten Hirn gestorben sind, nachdem sie ein Video auf ihren Computern angeschaut haben. Während der Ermittlungen erhält auch Olivia das Video, das jedoch von ihrer Nichte aufgerufen wird. Gerade noch rechtzeitig kann sie sie retten. Verantwortlich für das Video aus verschwommenen Formen und Tönen ist ein Informatiker, der seine Fähigkeiten für Rachezwecke einsetzt. Harris mischt sich stark in die Ermittlungen ein, sodass schließlich sogar Broyles eingreifen muss, um Olivia vor seinen Rachegelüsten zu beschützen. Außerdem nimmt Jessica Warren, die Mutter von Walters verstorbener Laborassistentin, Kontakt zu diesem auf und konfrontiert ihn mit einem dunklen Kapitel seiner Vergangenheit: der Schuldfrage bezüglich dieses Todesfalls. |           |                              |                                     |                      |                                          |                            |                                                                              |
| 13 | 13        | Conrad                       | The Transformation                  | 3. Feb. 2009         | 22. Juni 2009                            | Brad Anderson              | J. R. Orci & Zack Whedon                                                     |
| Während eines Flugs erliegt ein Mann einer schwerwiegenden Mutation, die ihn in ein Monster verwandelt, woraufhin das Flugzeug abstürzt. Walter Bishop erkennt bereits am Ort des Geschehens, dass das Monster einst ein Mensch gewesen sein muss. Olivia erkennt das Monster aus John Scotts Erinnerungen wieder und weiß, dass er auf dem Weg war, sich mit einer anderen Person zu treffen, Daniel Hicks. Während dieser verhört wird, findet Walter eine weitere Speicherkarte in der Hand des Opfers, wie sie schon einmal aufgetaucht ist. Nachdem auch bei Hicks die Verwandlung in ein Monster begonnen hat, muss Walter schnell ein Gegenmittel finden. In seiner Hand wird außerdem eine dritte Speicherkarte gefunden. Er informiert das Team über die Existenz von „Conrad“, einem Waffenhändler, der im Zusammenhang mit den Vorfällen zu stehen scheint. Olivia verlangt, Scotts Leiche noch einmal zu sehen: Auch er könnte eine solche Speicherkarte besessen haben, was ihn endgültig als zugehörig zu der Verschwörung entlarven würde. Es wird klar, dass sein Körper bei Massive Dynamic aufbewahrt wird und auch die tatsächlich vorhandene Speicherkarte hier untersucht wird. So stellt sich heraus, dass Scott nicht der mutmaßlichen Terrorzelle angehörte, sondern vielmehr versuchte, sie zu stoppen. Walter informiert Olivia darüber, dass sich ihre und Scotts Erinnerungen nun endgültig voneinander lösten, woraufhin sie die Gelegenheit nutzt, ein letztes Mal mit ihm zu sprechen. Er gesteht ihr, dass er sie immer geliebt habe und sie hätte heiraten wollen. Dies gibt ihr endgültig die Möglichkeit, mit ihren Zweifeln abzuschließen. |           |                              |                                     |                      |                                          |                            |                                                                              |
| 14 | 14        | Das Manifest                 | Ability                             | 10. Feb. 2009        | 29. Juni 2009                            | Norberto Barba             | Handlung: Glen Whitman & David H. Goodman Schauspiel: Robert Chiappetta      |
| Ein Zeitschriftenhändler stirbt, nachdem ihm durch einen infizierten Geldschein alle Körperöffnungen zugewachsen sind. Währenddessen erfährt Olivia vom Gefängnisausbruch David Robert Jones' und erkennt, dass es sich bei „ZFT“ um einen Buchtitel und nicht um eine Terrororganisation handelt. Der Titel lautet ausgeschrieben „Zerstörung durch Fortschritte der Technologie“. Mit Peters Hilfe gelingt es ihr, ein Exemplar zu erhalten, in das sich besonders Walter sofort vertieft. Jones liefert sich selbst dem FBI aus; er leidet immer stärker unter den körperlichen Nebenwirkungen der Teleportation. Er will allerdings ausschließlich mit Olivia sprechen und behauptet, sie sei die einzige, die eine Bombenexplosion in 36 Stunden verhindern könne. Während der Befragung, von der sie Harris zunächst abhalten will, erfährt sie, dass Jones sie als eine seiner Soldatinnen ansieht, die den Kampf gegen das System mit speziellen Fähigkeiten bestreiten sollen. Sie selbst soll an einem Test mit dem Medikament Cortexiphan teilgenommen haben. Dank eines Tricks von Peter, der einen Vortest fälscht, gelangt das Team an die Adresse der Bombe. Diese soll jedoch durch reine Willenskraft ausgeschaltet werden, was Olivia im letzten Moment gelingt. Jones gelingt nach diesen Vorfällen die Flucht. Walter findet heraus, dass „ZFT“ offensichtlich auf seiner eigenen Schreibmaschine geschrieben wurde. |           |                              |                                     |                      |                                          |                            |                                                                              |
| 15 | 15        | Ohne Worte                   | Inner Child                         | 7. Apr. 2009         | 6. Juli 2009                             | Frederick E. O. Toye       | Brad Caleb Kane & Julia Cho                                                  |
| In einem abrissreifen Gebäude wird kurz vor der Sprengung ein stummer Junge gefunden, der anscheinend noch nie das Tageslicht gesehen hat. Olivia scheint eine besondere Verbindung zu dem Kind zu haben: Sie ist die einzige, mit der er kommuniziert. Gleichzeitig treibt ein Serienmörder erneut sein Unwesen, der seine Opfer in der Öffentlichkeit ausstellt. Der Junge scheint in irgendeiner Form empathische Fähigkeiten zu besitzen, die mit dem Fall verknüpft sind, sodass er Mordopfer und Tatorte voraussehen kann. Schriftlich und über Zeichen ist er in der Lage, sie Olivia mitzuteilen, sodass das FBI-Team schon bald in der Lage ist, den Mörder aufzuspüren. Dieser stirbt jedoch, als Olivia ihn stellen kann. Der Junge hat unterdessen das Interesse der CIA geweckt, die ihn gerne für Forschungen benutzen würde, um herauszufinden, ob er für weitere Untersuchungen nützlich sein könnte. Um ihn vor diesen Einflüssen zu schützen, bringt Olivia ihn in einer Pflegefamilie unter. Am Ende der Folge stellt sich heraus, dass der Junge in Verbindung mit den Beobachtern zu stehen scheint. |           |                              |                                     |                      |                                          |                            |                                                                              |
| 16 | 16        | Entfesselt                   | Unleashed                           | 14. Apr. 2009        | 13. Juli 2009                            | Brad Anderson & J. R. Orci | Zack Whedon                                                                  |
| Als Tierschützer ein Tierversuchslabor durchsuchen, lassen sie aus Versehen ein gefährliches, künstlich erschaffenes Hybridwesen frei, das aus verschiedenen Tieren besteht – beispielsweise einer Eidechse, Fledermaus und Wespe. Walter kann dies so genau ermitteln, weil er selbst an Forschungen zu einem solchen Wesen beteiligt war, er jedoch nie erfolgreich war. Während der Untersuchungen wird auch Olivias Partner Charlie von der Kreatur angegriffen. Nachdem es zunächst so scheint, als sei alles in Ordnung, stellt sich heraus, dass das Wesen eine Larve in seinen Körper gelegt hat. Gelingt dem Team nicht die Entfernung, droht Charlies Tod. Schließlich gelingt es Walter, den Hybriden zu erschießen, und aus seinem Blut kann ein Gift gegen die Larve gewonnen werden, das Charlies Leben rettet. |           |                              |                                     |                      |                                          |                            |                                                                              |
| 17 | 17        | Albträume                    | Bad Dreams                          | 21. Apr. 2009        | 20. Juli 2009                            | Akiva Goldsman             | Akiva Goldsman                                                               |
| Olivia ermordet in ihren Träumen Menschen, die tatsächlich sterben. Die Todesursache lautet allerdings stets Selbstmord. Bei den Recherchen stößt das Team auf einen Mann namens Nick Lane, der sich bereits wegen übersteigerter Emotionalität in psychologischer Behandlung befand. Nach und nach kommt heraus, dass auch er – wie Olivia – früher mit Cortexiphan behandelt wurde. Bei ihm bewirkt das Medikament allerdings, dass seine Gefühle auf andere übertragen werden und er sie auf diese Weise in den Selbstmord treiben konnte. Am Ende der Folge sieht sich Walter ein Video an, auf dem die kleine Olivia während der Cortexiphan-Experimente zu sehen ist. |           |                              |                                     |                      |                                          |                            |                                                                              |
| 18 | 18        | Nachtschatten                | Midnight                            | 28. Apr. 2009        | 27. Juli 2009                            | Bobby Roth                 | J. H. Wyman & Andrew Kreisberg                                               |
| Eine Frau verführt Männer, um ihnen ihr Rückenmark auszusaugen. Die Ermittlungen führen das FBI-Team über einen großen Pharmakonzern zu dessen Vorsitzendem Nicholas Boone, dessen Frau Valerie mit einem Virus infiziert wurde, das dafür verantwortlich ist, dass sie nun auf fremdes Rückenmark angewiesen ist. Er meint außerdem, es sei die „ZFT“, die seine Frau mit diesem Virus infiziert habe. Da Valerie mittlerweile verschwunden ist, müssen sich Olivia und ihre Kollegen auf die Suche machen, während Boone mit Walter an einem Gegenmittel arbeitet. Als Valerie gefunden wird, wirkt das mittlerweile gefundene Gegenmittel zwar, allerdings hat ihr Boone bereits im Vorfeld zu viel seines eigenen Rückenmarks gespendet und erliegt nun den Folgen. Er teilt Olivia jedoch mit, dass „ZFT“ von Massive Dynamic-Besitzer William Bell gegründet wurde. Unterdessen verlangt der Ehemann von Olivias Schwester die Scheidung und das alleinige Sorgerecht für die gemeinsame Tochter. Olivia bittet ihren Chef Broyles aufgrund dessen Scheidungserfahrung um Hilfe. |           |                              |                                     |                      |                                          |                            |                                                                              |
| 19 | 19        | Der andere Weg               | The Road Not Taken                  | 5. Mai 2009          | 3. Aug. 2009                             | Frederick E. O. Toye       | Handlung: Akiva Goldsman Schauspiel: Jeff Pinkner & J. R. Orci               |
| Eine Frau geht mitten auf einer belebten Straße in Flammen auf. Das FBI-Team ist sich bald sicher, dass es sich um einen Fall von Pyrokinese handelt – an dieser Fähigkeit haben auch Walter und sein Kollege William Bell gearbeitet. Inzwischen wird Walter auch klar, dass nicht er das „ZFT“-Manuskript geschrieben hat, sondern Bell. Er bezweifelt allerdings, dass er dies aus schlechten Motiven heraus getan hat, und begründet dies mit immer wiederkehrenden Hinweisen im Buch auf ein Kapitel zum Thema Ethik, das im vorliegenden Dokument jedoch fehlt. Olivia hat immer wieder Visionen eines zweiten Opfers und einer brennenden Stadt, kann sich diese jedoch nicht erklären. Als sie sich damit an Walter wendet, äußert dieser die Vermutung, es könne sich um eine Art Déjà Vus handeln, die allerdings nicht real sind, sondern eine Variante der Realität widerspiegelten. Während der Ermittlungen stoßen die Ermittler auf die Existenz einer Zwillingsschwester der verbrannten Frau, die allerdings entführt wurde. Als sich ein Zusammenhang mit Agent Harris offenbart, kann die Frau ausfindig gemacht werden. Sie verbrennt bei ihrer Rettung allerdings Agent Harris. Olivia findet im Nachhinein heraus, dass die Zwillingsschwestern – wie sie selbst – Cortexiphan-Experimenten unterzogen wurden, und spricht Walter darauf an. Dieser weiß zwar noch, dass es sich um William Bells Experimente handelte, aber nicht mehr, zu welchem konkreten Zweck er diese durchgeführt hat. Nina Sharp macht Broyles in einer Unterredung darauf aufmerksam, dass der Beobachter in den letzten Tagen auffällig oft aufgetaucht sei. Sie weist ihn außerdem darauf hin, dass er wisse, was das letzte Mal bei dieser Häufigkeit geschehen sei. Als sie in ihr Hotel zurückkehrt, wird sie von mehreren Männern überfallen und weggebracht. Auch Walter bekommt Besuch von einem Beobachter, der ihm mitteilt, es sei nun Zeit zu gehen, woraufhin Walter mit ihm das Labor verlässt. |           |                              |                                     |                      |                                          |                            |                                                                              |
| 20 | 20        | Nichts ist einzigartig       | There’s More Than One of Everything | 12. Mai 2009         | 10. Aug. 2009                            | Brad Anderson              | Handlung: Akiva Goldsman & Bryan Burk Schauspiel: Jeff Pinkner & J. H. Wyman |
| Nina Sharp erholt sich im Krankenhaus von dem Überfall auf sie und möchte schnellstmöglich mit Olivia sprechen. Das FBI-Team findet heraus, dass es sich bei einem der Attentäter um David Robert Jones handelt, den Gefängnisinsassen, der sich aus seiner Gefangenschaft teleportiert hat. Als Olivia zu Nina Sharp ins Krankenhaus kommt, erfährt sie, dass Ninas künstlicher Arm bei dem Anschlag beschädigt wurde. Jones und seine Helfer haben diesem eine von Bell entwickelte Energiequelle entnommen. Außerdem stellt sich heraus, dass es sich bei Jones um einen ehemaligen Mitarbeiter von Massive Dynamic handelt, der früher einmal eine sehr enge Beziehung zu Bell gehabt hat, dann jedoch unehrenhaft entlassen wurde. Sharp vermutet, dass Jones' Anschläge dazu dienen sollen, Bell etwas zu beweisen. Währenddessen nutzt Jones Sharps Energiequelle für den Aufbau eines Geräts. Die Durchführung läuft jedoch nicht wie geplant und ein LKW verursacht bei dem Versuch einen schweren Unfall. Bei der Untersuchung ergibt sich, dass der LKW vollkommen unregistriert ist. Auch ein weiterer Versuch geht schief, sodass ein halbierter Mensch gefunden wird. Walter befindet sich zur selben Zeit mit dem Beobachter an einem Strand. Dieser teilt ihm mit, er müsse nun schnellstmöglich finden, was benötigt werde, mehr helfen könne er ihm jedoch nicht. Walter weiß zwar, dass sich sein altes Strandhaus am selben Ort befindet, jedoch nicht, was er finden soll. Erst als Peter zu ihm stößt, der ihn mithilfe einer Überwachungskamera gefunden hat, und sie über gemeinsame Kindheitserinnerungen sprechen, wird Walter klar, was er zu finden hat. Es handelt sich um ein Gerät, das von ihm und William Bell entwickelt wurde, um Fenster zu einer Parallelwelt zu schließen. Walter und Peter gelingt es schließlich, ein weiteres von Jones geöffnetes Fenster gerade noch rechtzeitig zu verschließen. Dabei stirbt allerdings Jones, indem er zwischen beiden Welten halbiert wird. Am Ende der Staffel sieht man Walter vor einem Grab stehen, auf dem „Peter Bishop“ eingemeißelt ist. Außerdem bricht Olivia zu einem Treffen mit William Bell auf und landet über einen Fahrstuhl in einem Büro im World Trade Center, das in ihrer Realität längst nicht mehr existiert. |           |                              |                                     |                      |                                          |                            |                                                                              |

## Staffel 2
Die Erstausstrahlung der zweiten Staffel war vom 17. September 2009 bis zum 20. Mai 2010 auf dem US-amerikanischen Sender Fox zu sehen. Die deutschsprachige Erstausstrahlung sendete der deutsche Free-TV-Sender ProSieben vom 8. März bis zum 25. Oktober 2010.
| Nr. (ges.) | Nr. (St.) | Deutscher Titel                | Originaltitel                          | Erstausstrahlung USA | Deutschsprachige Erstausstrahlung (D) | Regie                | Drehbuch |
| --- | --------- | ------------------------------ | -------------------------------------- | -------------------- | ------------------------------------- | -------------------- | --- |
| 21 | 1         | Rückkehr                       | A New Day in the Old Town              | 17. Sep. 2009        | 8. März 2010                          | Akiva Goldsman       | J. J. Abrams & Akiva Goldsman                                                                                        |
| Olivia ist verschwunden, taucht jedoch urplötzlich bei einem Autounfall wieder auf. Sie ist bewusstlos, während der andere beteiligte Fahrer flüchtet. Es stellt sich heraus, dass es sich bei ihm um einen Gestaltwandler handelt. Olivia wird unterdessen für klinisch tot erklärt – ihr Hirntrauma ist zu stark, und ihre Geräte sollen bereits am nächsten Tag abgeschaltet werden. Als Peter sie besucht, wacht sie jedoch auf, spricht einen griechischen Satz aus und gerät in Panik, sie alle seien nicht mehr in Sicherheit. Der Gestaltwandler verlangt in einem Laden nach einer „251“ und wird daraufhin vom Besitzer in ein Hinterzimmer geführt. Über einen Spiegel und eine sich dort befindliche Schreibmaschine kommuniziert er auf mysteriöse Weise mit seinem Auftraggeber. Diesem teilt er mit, der Auftrag sei erledigt, das Subjekt eliminiert und das Treffen verhindert. Sein Auftraggeber verneint dies jedoch umgehend und erteilt einen neuen Auftrag: die Befragung des Subjekts und seine anschließende Tötung. Daraufhin nimmt der Gestaltwandler das Aussehen von Olivias Ärztin an und befragt sie zu den Geschehnissen vor ihrem Unfall. Als er begreift, dass sie sich an nichts erinnern kann, versucht er, sie umzubringen, wird jedoch rechtzeitig aufgehalten. Der Gestaltwandler flieht, wird aber von mehreren Agenten, unter anderem von Charlie Francis, verfolgt – das Resultat besteht jedoch nur aus der Leiche der Ärztin. Peter befragt Olivia zu dem griechischen Satz, den sie bei ihrem Erwachen geäußert hat, diese kann sich jedoch nicht daran erinnern. Er erklärt ihr, dass es sich um denselben Satz handele, den ihm seine Mutter stets beim Zubettgehen sagte. Er bedeute: „Sei ein besserer als dein Vater!“ Broyles kämpft unterdessen um das Überleben der „Fringe Division“. Deren Nutzen wird von seinen Vorgesetzten in Frage gestellt und er muss vor einer Jury den Sinn und Zweck der Abteilung erläutern. Dies gelingt ihm erst, als Peter ihm das Gerät des Gestaltwandlers übergibt, das offensichtlich nicht von dieser Welt stammt. Am Ende der Folge stellt sich heraus, dass dessen Besitzer überlebt hat und mittlerweile das Aussehen von Charlie angenommen hat. Den echten Charlie hat er getötet. |           |                                |                                        |                      |                                       |                      | |
| 22 | 2         | Objekt der Begierde            | Night of Desirable Objects             | 24. Sep. 2009        | 15. März 2010                         | Brad Anderson        | Jeff Pinkner & J. H. Wyman                                                                                           |
| Ein Straßenbauarbeiter hört merkwürdige Geräusche in einem Maisfeld und geht diesen nach, als er von einer unbekannten Kreatur unter die Erde gezogen wird. Er überlebt zwar zunächst, findet sich aber zwischen diversen Kadavern wieder, bevor er selbst Opfer des unbekannten Wesens wird. Als das FBI-Team am Tatort eintrifft, stoßen sie auf eine Flüssigkeit, die Walter umgehend untersucht. Es handelt sich um ein Nervengift, das seine Opfer betäubt. Während der Maisfeld-Ermittlungen stoßen Peter und Olivia auf den Namen Andre Hughes; dieser hat die inzwischen beiden Opfer besucht. Als sie Hughes' Haus aufsuchen, kann Olivia den Atem einer weiteren Person hören, Hughes streitet eine solche Anwesenheit jedoch ab. Stattdessen findet Olivia ein Labor. Immer wieder während der Folge wird offenbar, dass Olivia plötzlich außergewöhnlich gut hören kann. Bei einer späteren Durchsuchung wird außerdem ein Altar gefunden, auf dem sich Fotos und Zeitungsartikel über den Tod von Hughes' Frau und Kind befinden. Die beiden Särge werden wieder ausgegraben, wobei erkennbar wird, dass der Sarg des Kindes leer ist und sich an der Stelle der Grube ein Gang ins Erdinnere befindet. Bei der Obduktion der Ehefrau stellt Walter fest, dass diese aufgrund einer Lupus-Erkrankung eigentlich hätte unfruchtbar sein müssen. Um diese Unfruchtbarkeit zu umgehen, hat ihr Mann offenbar ihre Gene mit denen eines Skorpions vermischt, damit das Kind die aggressive Krankheit überlebt. Die Kreatur ist also offenbar Hughes' Kind und wird bei der Suche nach ihr getötet. Nina Sharp empfiehlt Olivia den Besuch eines Sam Weiss, der ihr in ihrer Situation sicher helfen würde. Obwohl sie zuerst zweifelt, besucht sie ihn am Ende der Folge in seiner Bowlingbahn. Sam scheint genau zu wissen, was mit Olivia los ist, verrät ihr dies jedoch nicht. Der Gestaltwandler in Form von Charlie bittet via Schreibmaschine im Ladenhinterzimmer um neue Instruktionen. |           |                                |                                        |                      |                                       |                      | |
| 23 | 3         | Der Colonel                    | Fracture                               | 1. Okt. 2009         | 22. März 2010                         | Bryan Spicer         | David Wilcox |
| Polizist Gillespie erhält von einem Polizisten den Auftrag, an einem belebten Bahnhof einen Aktenkoffer entgegenzunehmen. Bei der Übergabe kristallisiert er jedoch und explodiert schließlich. Man geht von einem Terroranschlag aus, jedoch wurden die Aufzeichnungen der Überwachungskameras kurz vor dem Geschehen gelöscht, sodass der tatsächliche Ablauf nicht mehr eindeutig rekonstruiert werden kann. Walter findet jedoch heraus, dass Gillespie selbst die Bombe gewesen zu sein scheint. Bei einer Befragung seiner Frau stößt Olivia auf Medikamente, von denen diese jedoch nichts weiß. Walter ist überzeugt davon, dass Gillespie diese Medikamente schon mindestens ein Jahr lang genommen haben muss, damit sich sein Körper in dieser Form hat verändern können. Zu dieser Zeit befand er sich zu einem Kriegseinsatz im Irak – zur selben Zeit fand dort ein Experiment namens „Tin Man“ statt, das wegen mangelnden Erfolgs und Gefährdung der Beteiligten abgebrochen wurde. Bei Ermittlungen im Irak stoßen Olivia und Peter auf den Namen Colonel Raymond Gordon, der gegen diesen Abbruch war. Gleichzeitig entdecken Astrid und Walter, dass die menschlichen Bomben mithilfe einer gewissen Funkfrequenz ausgelöst werden. Als das nächste Versuchsobjekt, eine Frau namens Diane Burgess, bekannt wird, versucht das FBI-Team, den Anschlag am Bahnhof Washington zu verhindern. Dies gelingt knapp und Colonel Gordon kann gestellt werden. Bei der Frage behauptet er, das Ende sei nah und „sie“ würden die Menschheit stetig beobachten. Daher sollten ebendiese Informationen in der Aktentasche übergeben werden. Die Aktentasche taucht tatsächlich am Ende der Folge noch einmal auf: in den Händen eines Beobachters, der ihr Fotos von Walter entnimmt, die er betrachtet. In ihren Gesprächen mit Sam Weiss wird Olivia klar, dass er mehr über ihr wiederkehrendes Gedächtnis weiß, als er offen zugibt. So ist ihm ihr Schlafmangel bekannt sowie die einsetzenden Kopfschmerzattacken, von denen sie ihm nicht erzählt hat. Walter und Peter diskutieren unterdessen immer wieder über ihre zukünftige Bleibe. |           |                                |                                        |                      |                                       |                      | |
| 24 | 4         | Masse mal Geschwindigkeit      | Momentum Deferred                      | 8. Okt. 2009         | 29. März 2010                         | Joe Chappelle        | Zack Stentz & Ashley Edward Miller                                                                                   |
| In der Firma „Elias Cryonics“ werden Kanister mit eingefrorenen Köpfen gestohlen. Bei dem Diebstahl stirbt einer der Verbrecher. Bei der Untersuchung seines Leichnams stellt das FBI-Team fest, dass sein Blut fast zur Hälfte aus Quecksilber besteht. Bei der ersten gefundenen Gestaltwandlerleiche war dies anders, was das Team zur Vermutung bringt, dass der echte Gestaltwandler noch existiert und sich eventuell sogar ins Team eingeschlichen haben könnte. Außerdem wird am Tatort ein weiteres Gestaltwandlergerät entdeckt. Bei dessen Untersuchung findet Peter heraus, dass es in der Lage ist, Daten zu übertragen. Weil Peter und Olivia mit der Untersuchung selbst nicht weiterkommen, bringen sie das Gerät zu „Massive Dynamic“. Dort sind die Forscher mit ihren Erkenntnissen schon weiter und vermuten, dass sie sogar die letzte angenommene Gestalt des Trägers ermitteln können. Sharp verspricht, Olivia zu informieren, sobald sie Genaueres weiß. Der Gestaltwandler mit Charlies Erscheinungsbild trifft sich unterdessen mit dem Mann, der die Kanister gestohlen hat. Sie sortieren sie aus und finden offenbar nicht das, wonach sie suchen. Der Gestaltwandler will weiterhin versuchen, über Olivia an Informationen zu kommen. Da er mittlerweile Probleme hat, Charlies Äußeres beizubehalten, muss er regelmäßig für neues Quecksilber in seinem Körper sorgen und kauft zu diesem Zweck Fieberthermometer aus Apotheken. Um den Gestaltwandler in ihrem Team ausfindig zu machen, bezieht Walter eines seiner ehemaligen Versuchsopfer in die Ermittlungen ein: Rebecca ist in der Lage, Wesen zu erkennen, die nicht aus dieser Realität stammen. Auf den Gestaltwandler bezogen ergeben ihre Fähigkeiten nichts, jedoch sieht sie ein seltsames Glimmen, als sie auf Peter trifft. Walter kreiert für Olivia einen Trank aus lebenden Würmern, der ihr helfen soll, ihr Gedächtnis wiederzuerlangen. Tatsächlich erinnert sie sich an ihr Treffen mit William Bell. Dieser warnte sie vor einem anstehenden Krieg zwischen den beiden Parallelwelten und erklärte, dass die „Erste Welle“ in Form hybrider Mensch-Maschinen-Wesen bereits auf ihrer Welt sei. Sie suchten nach derjenigen Person, die in der Lage sei, ein Tor zwischen den beiden Welten zu öffnen, um Olivias Welt zu zerstören. Er beauftragte Olivia damit, diese Person selbst zu finden, und zeigte ihr das Zeichen der hybriden Menschen, ein kreisförmiges Symbol. Als sie nach der Rückkehr der Erinnerungen Nina Sharp aufsucht, bestätigt ihr diese die Theorie der beiden Welten und ihrer möglichen Kollision. Währenddessen erinnert sich Olivia an einen Firmennamen, den sie in Bells Büro gelesen hat und der vermutlich der Ort ist, an dem die Gestaltwandler das finden, was sie suchen. Plötzlich bekommt Olivia eine Nachricht von Charlie, der sie darüber aufklärt, dass Nina Sharp der Gestaltwandler sei. Sie verabschiedet sich, geht nach draußen und wird von Charlie erwartet, dem sie den Firmennamen mitteilt. Währenddessen jedoch erhält sie eine weitere Nachricht, durch die ihr klar wird, dass tatsächlich Charlie der Gestaltwandler ist. Dieser kann die Information über die Firma noch weitergeben, bevor er schließlich von Olivia erschossen wird. Am Ende der Folge finden die Gestaltwandler einen Kopf, auf dem das Symbol ist, das Olivia von Bell erhalten hat. |           |                                |                                        |                      |                                       |                      | |
| 25 | 5         | Traumfänger                    | Dream Logic                            | 15. Okt. 2009        | 12. Apr. 2010                         | Paul Edwards         | Josh Singer |
| Ein Büroangestellter in Seattle erlebt seine Kollegen plötzlich als Monster und wird daraufhin ins Krankenhaus eingewiesen. Nachdem sich bei seiner Befragung aufgrund seiner fehlenden Erinnerung nichts ergeben hat, stirbt er währenddessen an einer Art Anfall. Seine Frau teilt Peter und Olivia mit, dass er Schlafwandler gewesen sei, jedoch vor einem halben Jahr erfolgreich habe geheilt werden können. Bei der Obduktion seiner Leiche findet Walter einen Computerchip in seinem Gehirn sowie eine Narbe an seinem Rücken. Kurz später tritt ein zweiter Fall auf, bei dem eine Frau plötzlich stirbt, die ebenfalls über Chip und Narbe verfügt. Durch die erneute Zusammenarbeit mit „Massive Dynamic“ kann herausgefunden werden, dass ein Arzt in Seattle im Rahmen von Schlafstudien mit solchen Chips gearbeitet hat. Als das Team ihn aufsucht, wurde er jedoch gerade überfallen, und all seine Computerdaten sind verloren. Peter hat jedoch mittlerweile herausgefunden, dass sich mithilfe des Chips auch die Körperfunktionen der angeschlossenen Personen kontrollieren lassen. Nach dieser Erkenntnis können einigen der Versuchspersonen ihre Chips entfernt werden, jedoch sind nicht alle bekannt. Walter testet die Funktionsweise des Chips an einem fremden Mann und stellt dabei fest, dass er eben nicht dazu dient, Körperfunktionen zu kontrollieren, sondern vielmehr dazu, die Träume der Angeschlossenen aufzuzeichnen. Als Täter vermutet er jemanden, der die Träume anderer als eine Art Droge braucht. Sie in der Realität fortzuführen sei vermutlich eine unerwünschte Nebenwirkung. Der Schlafstudienarzt selbst wird schließlich recht leicht als Schuldiger entlarvt, stirbt jedoch bei der Festnahme durch das FBI. |           |                                |                                        |                      |                                       |                      | |
| 26 | 6         | Der Kosmonaut                  | Earthling                              | 5. Nov. 2009         | 19. Apr. 2010                         | Jon Cassar           | J. H. Wyman & Jeff Vlaming                                                                                           |
| Ein Mann zerfällt in seiner eigenen Wohnung zu Staub, nachdem er von einem geisterhaften Schattenwesen angegriffen wurde. Broyles fühlt sich an einen Fall von vor vier Jahren erinnert: Damals bestand die Verbindung der Opfer in einem kurz zuvor stattgefundenen gemeinsamen Krankenhausaufenthalt. Nach dem dritten Mord wurde Broyles beauftragt, eine Formel zu lösen, um das Morden zu beenden. Obwohl ihm dies nicht gelang, brach die Serie nach zwei weiteren Toten ab. Die Formel existiert noch und soll nun von Walter vervollständigt werden. Auch dieses Mal scheint sich der Mörder seine Opfer im Krankenhaus zu suchen. Bei den Ermittlungen stößt das FBI-Team auf einen russischen Krankenpfleger namens Tomas Koslov. Weil der Fall nun nationale Grenzen überschreitet, muss Broyles eine Übernahme durch die CIA verhindern. Es gelingt ihm außerdem, an Akten zu kommen, die aussagen, Koslov hieße tatsächlich Timur Vasiliev und habe einen Bruder, der Kosmonaut gewesen sei, bevor er ins Koma fiel. Vasiliev hat seinen Bruder nun offenbar aus dem Krankenhaus entführt und versucht auf eigene Faust, ihn zu retten. Walter vermutet, dass der Kosmonaut ein Wesen in Form einer Projektion mitgebracht hat, das die Morde zu begehen scheint. Vasiliev wendet sich schließlich hilfesuchend selbst an das FBI. Beim Lösen der Formel hat Peter herausgefunden, dass dem Bruder nicht mehr zu helfen ist: Er und die Projektion sind mittlerweile untrennbar eins geworden. Timur wird das letzte Opfer der Projektion, bevor das FBI den Kosmonauten und damit auch die Projektion selbst tötet. Am Ende der Folge wird deutlich, warum der Fall für Broyles von so großer Wichtigkeit war: Broyles war vor vier Jahren so sehr mit ihm beschäftigt, dass seine Ehe daran zerbrach. |           |                                |                                        |                      |                                       |                      | |
| 27 | 7         | Kontrolle                      | Of Human Action                        | 12. Nov. 2009        | 26. Apr. 2010                         | Joe Chappelle        | Robert Chiappetta & Glen Whitman                                                                                     |
| Polizisten stellen zwei Männer, bei denen sich ein entführter Junge befindet, sterben jedoch während dieses Vorfalls auf mysteriöse Art und Weise. Bei dem entführten Jungen handelt es sich um Tyler Carson, den Sohn eines „Massive Dynamic“-Mitarbeiters. Nina Sharp vermutet, dass die Entführer geheime Informationen des Unternehmens erpressen wollen, da Dr. Carson an streng geheimen Forschungen beteiligt ist. Entsprechende Forderungen wurden allerdings noch nicht gestellt. Als Tyler mit seinen Entführern einen Laden betritt, um für Essen zu sorgen, und diese schließlich Geld von dem Ladenmitarbeiter fordern, greift ein Kunde mutig in das Geschehen ein, verbrüht sich dann allerdings selbst mit einer Kanne Kaffee. Auch als der Mitarbeiter Hilfe anfordern will, wird er in Folge eines Stromschlags verletzt. Als das FBI-Team die Überwachungsvideos sieht, vermuten sie, dass Tyler über eine Art Hypnosefähigkeit verfügt. Peter schließt dies jedoch eigentlich aus, da ihm die Macht, die Tyler auf fremde Menschen ausübt, als zu groß erscheint. Bei der Untersuchung der Polizistenleichen findet Walter heraus, dass es sich stattdessen um Gedankenkontrolle handelt, die über bestimmte Töne funktioniert. Er verfügt über ein Gerät, das eine solche Gedankenkontrolle blockiert. Währenddessen fordern die Entführer 2 Millionen Dollar in unmarkierten Scheinen, was das FBI-Team stark verwundert. Sie beschließen, ihnen bei der Übergabe eine Falle zu stellen. Das Stellen dieser Falle geht schief und Peter gerät unter Tylers Machteinfluss. Nina Sharp gesteht Olivia schließlich, dass Dr. Carson an Versuchen zum Steuern von Maschinen via Gedankenkontrolle gearbeitet habe. Dieser schließt nicht aus, dass sein Sohn an eine der Proben gelangen konnte, als er sie einmal mit nach Hause nahm. Inzwischen wird klar, dass Tylers Motiv ist, sich an seinem Vater zu rächen, der ihn bezüglich des Tods seiner Mutter belogen hat. Diese lebt noch, wie er inzwischen herausgefunden hat, und er will sie nun besuchen. Olivia und Broyles können bei diesem Besuch gerade noch den Tod des neuen Mannes von Tylers Mutter verhindern. Weil sie inzwischen herausgefunden haben, dass Tylers Gedankenkontrolle eng mit Magnetismus zusammenhängt, gelingt es ihnen kurz, Tyler auszuschalten. Nachdem dieser ohnmächtig ist, schaffen sie es außerdem, seine Fähigkeit vollkommen außer Kraft zu setzen. Am Ende der Folge erfährt das Publikum, nicht aber das FBI, dass „Tyler“ offenbar der fünfte von mehreren Klonen ist und Nina Sharp von den entsprechenden Experimenten Kenntnis besaß. |           |                                |                                        |                      |                                       |                      | |
| 28 | 8         | August                         | August                                 | 19. Nov. 2009        | 3. Mai 2010                           | Dennis Smith         | J. H. Wyman & Jeff Pinkner                                                                                           |
| Ein Beobachter entführt in einem öffentlichen Park die Studentin Christine Hollis und hält sie in einem Motelzimmer fest. Das FBI-Team ist verwundert, da die Beobachter bisher nie aktiv in das Geschehen eingegriffen haben, sondern stets in ihrer passiven, beobachtenden Rolle geblieben sind. Sie hoffen, die Gründe für sein Verhalten in einem Notizbuch zu finden, das er am Tatort liegengelassen hat. Dieses ist jedoch in fremden Schriftzeichen verfasst und muss erst entschlüsselt werden. Da dies jedoch nicht möglich ist, wenden sie sich an „Massive Dynamic“, die sich ebenfalls mit den Beobachtern beschäftigen. Dort finden sie heraus, dass bei allen historisch wichtigen Ereignissen der Vergangenheit stets Beobachter zugegen waren, wie zahlreiche Bilddokumente beweisen. Es wird vermutet, dass die Beobachter immer dann auftauchen, wenn ein solcher Vorfall bevorsteht. Bei einem Treffen von mehreren Beobachtern wird klar, dass Christines Entführer ohne allgemeines Einverständnis gehandelt hat. Mit der Verhinderung ihres anscheinend planmäßigen Todes habe er eine Unregelmäßigkeit geschaffen, die nun wieder behoben werden müsse. So wird ein anderer Beobachter mit der Ermordung Christines beauftragt. Es stellt sich heraus, dass Walter das Notizbuch des Beobachters sehr wohl entschlüsseln konnte: Er bricht alleine zu einem heimlichen Treffen mit demselben auf. Walter hat Angst, dass es darum gehe, ihm Peter nach all den Jahren doch noch wegzunehmen, doch stattdessen bittet der Entführer ihn um Hilfe: Er will Christines Ermordung verhindern. Tatsächlich gelingt ihnen das, indem Christine zu etwas Besonderem wird und nicht mehr aus der Geschichte gelöscht werden kann. Der Beobachter hatte sich in sie verliebt und stirbt letztlich an ihrer Statt. |           |                                |                                        |                      |                                       |                      | |
| 29 | 9         | Snakeheads                     | Snakehead                              | 3. Dez. 2009         | 10. Mai 2010                          | Paul Holahan         | David Wilcox |
| In einer Wohnung in Chinatown stirbt ein asiatischer Mann, als ein wurmartiges Wesen aus seinem Körper herauswächst. Das FBI-Team untersucht einen Fall, bei dem ein Schiff mit mehreren Asiaten Feuer gefangen hat. Aus den Leichen wachsen ebenfalls solche Kreaturen. Plötzlich wird eine Überlebende aus dem Fluss gezogen, die den Ermittlern mitteilen kann, sie sei ebenfalls an Bord des Schiffs gewesen, um in Amerika Arbeit zu finden, habe jedoch als einzige keine Kapsel gegen Seekrankheit eingenommen. Olivia und ihr Team vermuten, dass die Wurminfektion mit diesem Mittel zusammenhängt. Bei dem Gespräch wird außerdem klar, dass sich ein zweites Schiff auf dem Weg nach Boston befindet, auf dem auch Ehemann und Tochter der Überlebenden sind. Unterdessen lagert der Wohnungsbesitzer in Chinatown vom Anfang der Folge Eier in chemischen Aufbewahrungsbehältnissen. Ein Verdächtiger im Zusammenhang mit dem gesunkenen Schiff wird festgenommen. Als Peter jedoch erkennt, dass er Mitglied einer asiatischen Gang ist, wird klar, dass sie von ihm keinerlei Informationen erhalten werden. Schließlich begeht er vor den Ermittlern Selbstmord. Die asiatische Gang ist zwar für Drogenhandel bekannt, nicht aber für den mit Menschen. Peter stellt jedoch einen Zusammenhang her: Die Exkremente oder andere Bestandteile mancher Lebewesen hätten ebenfalls halluzinogene Wirkungen und könnten daher durchaus für das Drogenmilieu interessant sein. Tatsächlich wird Walter bei seiner Untersuchung von einem der Lebewesen gebissen und beschreibt diesen Vorgang durchaus als angenehme Erfahrung. Im Nachhinein stellt er fest, dass sich die Anzahl seiner weißen Blutkörperchen erhöhte, was für eine verbesserte Immunabwehr sorgt. Peter und Olivia nehmen Kontakt zu einer Frau auf, die vor Kurzem eine hohe Summe an die asiatische Gang überwiesen hat. Obwohl sie jegliche Verbindung leugnet, stellt Peter einen übertriebenen Ordnungsfimmel fest, der laut Walter oftmals mit einer Krankheit in Verbindung steht. Bei einem weiteren Besuch wird klar, dass Elizabeths Sohn unter einer Krankheit leidet, die dafür sorgt, dass sein Körper zu wenig weiße Blutkörperchen produziert. Er ist auf die Medizin der wurmartigen Wesen angewiesen. Walter und Astrid sind der asiatischen Gang mittlerweile zu nahegekommen. Walter verschwindet und Astrid wird niedergeschlagen. Es stellt sich heraus, dass Walter schlichtweg eigene Ermittlungen anstellen wollte und dabei herausgefunden hat, dass der Bewohner der Wohnung in Chinatown verantwortlich für die Verschiffung der Asiaten ist, in deren Körper er die wertvollen Kreaturen aufwachsen lässt. Die Passagiere des zweiten Schiffs können gerettet, die Verantwortlichen gestellt werden. |           |                                |                                        |                      |                                       |                      | |
| 30 | 10        | Die Tür                        | Grey Matters                           | 10. Dez. 2009        | 17. Mai 2010                          | Jeannot Szwarc       | Ashley Edward Miller & Zack Stentz                                                                                   |
| In einem Krankenhaus wird einem Mann heimlich ein Teil seines Gehirns entnommen, als die Operierenden plötzlich fliehen müssen und den Mann mit seinem offenen Schädel zurücklassen. Das FBI-Team findet heraus, dass der Patient bis zu dem Vorfall viele Jahre unter Schizophrenie litt, die nun völlig verschwunden zu sein scheint. Auf den Überwachungsvideos erkennt Olivia einen der Operierenden: Thomas Jerome Newton. Es handelt sich um den abgetrennten Kopf, der in der vierten Folge („Masse mal Geschwindigkeit“) gestohlen wurde. Vor diesem Mann wurde sie auch von William Bell gewarnt. Es tauchen weitere Fälle auf, bei denen Patienten, die an einer psychischen Krankheit litten, plötzlich geheilt sind. Außerdem gibt es weitere Gemeinsamkeiten: Sie waren alle exakt die gleiche Zeit lang erkrankt und hatten alle denselben Arzt, der sie in die Psychiatrie eingewiesen hatte: Dr. Paris. Nachdem auch bei den anderen Patienten Operationsnarben am Hinterkopf festgestellt worden sind, wird vermutet, dass dieser Arzt ihre Hirne als Aufbewahrungsort für die Hirnteile anderer Personen verwendet habe. Dies überlastete ihre eigenen Gehirne jedoch so stark, dass sie eine psychische Störung entwickelten. Nach der Entfernung der Hirnteile geht es ihnen nun wieder gut. Auch Walter hatte Kontakt mit dem Doktor und es wird festgestellt, dass seinem Gehirn anscheinend mehrere Teile fehlen. Vermutlich finden sich darin die Informationen über den Zutritt zum Paralleluniversum. Walter wird schließlich von Newtons Leuten entführt, die sein Gehirn wieder vollständig zusammensetzen. Seine Erinnerung kommt jedoch erst wieder, als sie mit ihm in sein altes Haus fahren. Peter und Olivia kommen zu spät auf diese Verbindung: Newtons Leute verfügen nun über die Informationen, die sie brauchen, um in das andere Universum zu gelangen. Jedoch kann Olivia im letzten Moment seine Gehilfen erschießen und ihn stellen. Allerdings stellt er sie vor die Wahl: Er hat Walter ein tödliches Gift verabreicht, dessen Gegengift ihm in der richtigen Reihenfolge gegeben werden muss. Diese verrät er ihr jedoch nur dann, wenn er dafür unbehelligt fliehen kann. Olivia entscheidet sich für Walters Rettung. Am Ende der Folge stellt sich heraus, dass es sich bei Dr. Paris tatsächlich um William Bell handelte. |           |                                |                                        |                      |                                       |                      | |
| 31 | 11        | Besessen                       | Unearthed                              | 11. Jan. 2010        | 2. Aug. 2010                          | Frederick E. O. Toye | David H. Goodman & Andrew Kreisberg                                                                                  |
| Einer 17-jährigen Patientin namens Lisa werden die lebenserhaltenden Geräte abgestellt. Ihrer Leiche sollen jedoch die Organe entnommen werden, um sie Bedürftigen zu spenden. Bei der Operation wacht Lisa jedoch auf und nennt eine Zahlenfolge. Bei dieser handelt es sich, wie das FBI-Team feststellt, um einen geheimen Code der US-Navy zu einem Nuklear-U-Boot, den sie eigentlich niemals hätte kennen dürfen. Er war nur einem Offizier bekannt, der vor drei Tagen spurlos verschwand. Lisa selbst, die inzwischen wieder bei vollem Bewusstsein ist, behauptet, diesen Offizier namens Andrew Rusk nicht zu kennen. Sie sagt jedoch plötzlich russische Sätze, in denen der Kosename von Rusks Frau vorkommt, und trifft eine Vision von Rusk selbst auf der Toilette. Schließlich erlebt sie dessen Ermordung mit, die zum Auffinden seiner Leiche führt. Es stellt sich heraus, dass Rusk während seiner Navy-Zeit einen Unfall erlitten hat, bei dem er eine erhöhte ionisierende Strahlendosis erhielt, wodurch er schließlich krank wurde. Aus einem unbekannten Grund wurden seine Krankheit und sein komplettes Bewusstsein auf Lisa übertragen. Unter Drogen versucht Walter, die beiden Bewusstseinsarten voneinander zu trennen, wobei es ihm gelingt, eine Befragung mit Rusk herbeizuführen. Aufgrund derer kann das Team einen Verdächtigen bezüglich seines Mordes auffinden: ein Auftragskiller, den Rusks Frau aufgrund seiner anhaltenden Brutalität ihr gegenüber engagiert hatte. Rusks Bewusstsein hat mittlerweile Lisas Handlungen vollständig übernommen und sinnt auf Rache. Gerade noch rechtzeitig können Olivia und ihr Team seine Ehefrau und Lisa retten. |           |                                |                                        |                      |                                       |                      | |
| 32 | 12        | Das Summen von Edina           | Johari Window                          | 14. Jan. 2010        | 9. Aug. 2010                          | Joe Chappelle        | Josh Singer |
| Ein Polizist nimmt in seinem Auto ein Kind mit, das alleine auf der Straße herumlief. Plötzlich ist das Gesicht des Jungen grausam entstellt, und der Polizist beschließt, es mit auf die Wache zu nehmen. Kurze Zeit später treffen einige Männer auf der Station ein, deren Gesichter ebenfalls deformiert sind, und erschießen alle anwesenden Polizisten. Als dem FBI-Team klar wird, dass die Sichtungen solcher entstellter Menschen um die Kleinstadt Edina herum keineswegs ein Einzelfall sind, begibt es sich für weitere Nachforschungen dorthin. Dabei fällt Olivia ein Summen auf, das in ganz Edina zu hören ist und das der örtliche Sheriff auf eine nahegelegene Militärbasis zurückführt. Walter kommt das Summen bekannt vor. Während der Ermittlungen werden Olivia, Walter und Peter von Einwohnern angegriffen und überleben nur knapp. Inzwischen erhält das Team die Information, dass einst in der Kleinstadt ein militärisches Experiment namens „Project Elephant“ durchgeführt wurde. Dabei ging es um eine Technik, bei der Soldaten mit Hilfe elektromagnetischer Strahlung unsichtbar werden sollten. Das Projekt wurde wegen seiner Nebenwirkungen jedoch verfrüht abgebrochen: Die Probanden litten unter schlimmen Entstellungen, solange kein elektromagnetischer Impuls vorhanden war. So kommt heraus, dass Edinas Einwohner ehemalige Testobjekte sind, deren Verwandlung nicht mehr rückgängig zu machen war. Aus diesem Grund steht Edina unter einem elektromagnetischen Einfluss, der dafür sorgt, dass die menschliche Wahrnehmung verändert wird und die Entstellungen auf diese Weise nicht mehr sichtbar sind. Walter setzt sich dafür ein, die Situation der Kleinstadt unverändert zu lassen und der Öffentlichkeit zu verschweigen, damit die Bewohner weiterhin friedlich leben können. |           |                                |                                        |                      |                                       |                      | |
| 33 | 13        | Das Grauen aus der Tiefe       | What Lies Below                        | 21. Jan. 2010        | 16. Aug. 2010                         | Deran Sarafian       | Jeff Vlaming |
| In einem Bürogebäude bricht ein tödliches, ansteckendes Virus aus. Während der Untersuchung durch das FBI-Team stellt der Seuchenschutz das Gebäude und alle darin befindlichen Personen unter Quarantäne, auch Peter und Olivia. Bei der Durchsuchung der ersten Leiche findet Peter einen Autoschlüssel, den er an die draußen Wartenden aushändigen kann. Auf diese Weise findet das Team einen Aktenkoffer mit einer Ölprobe, die ebenfalls kontaminiert ist. Mit Hilfe des aufgefundenen Virus gelingt es Walter, einen Schnelltest zu entwickeln, anhand dessen die Infektion zu erkennen sein soll. Olivia ist nicht infiziert und kann das Gebäude verlassen, Peter jedoch muss innen bleiben, er zeigt bereits erste Symptome. Der Seuchenschutz beschließt wegen der hohen Ausbreitungsgefahr die Tötung der immer aggressiver wirkenden Infizierten, während Walter – mit der Begründung, er könne Peter nicht noch einmal verlieren – immer weiter an einer Lösung arbeitet. Mit einigen Hindernissen schafft er es letztlich, ein Gegenmittel zu finden, und Olivia kann es gerade noch rechtzeitig verabreichen. |           |                                |                                        |                      |                                       |                      | |
| 34 | 14        | Dr. Robert Bischoff            | The Bishop Revival                     | 28. Jan. 2010        | 23. Aug. 2010                         | Adam Davidson        | Glen Whitman & Robert Chiappetta                                                                                     |
| Auf einer Hochzeit ersticken mehrere Gäste einschließlich des Bräutigams. Das FBI-Team findet schnell heraus, dass sie allesamt Nachkommen einer Holocaust-Überlebenden waren, die sich ebenfalls unter der Hochzeitsgesellschaft befindet. Außerdem wird klar, dass die Gäste mittels eines Gifts getötet wurden, das über eine brennende Hochzeitskerze freigesetzt wurde. Kurze Zeit später sterben in einem Café mehrere Menschen mit braunen Augen. Offenbar testet jemand, ob man Menschen anhand einer genetischen Übereinstimmung gezielt umbringen kann. Walter kommt dieses Verfahren und das verwendete Gift bekannt vor und tatsächlich handelt es sich um die Forschungsergebnisse seines eigenen Vaters, Dr. Robert Bishop. Walter will diese Experimente noch einmal durchgehen, erfährt jedoch, dass Peter die Aufzeichnungen darüber vor einigen Jahren, als Walter noch in der Heilanstalt war, verkauft hat. Auf der Suche nach den Büchern stoßen Peter und Olivia auf den Künstler Eric Franco, der diese für seine Kunstwerke verarbeitet. Über eine DNA-Probe von einer im Café aufgefundenen Tasse kommt das Team einem Alfred Hoffmann auf die Spur. Tatsächlich ist dieser der Täter und ist kurz davor, sein Gift auf einer Konferenz für Toleranz einzusetzen. Gerade noch rechtzeitig entdeckt ihn das Fringe-Team. Walter hat allerdings heimlich ein Gift für ihn gebraut, an dessen Folgen Hoffmann stirbt, wie auch er seine Opfer getötet hat. Walter muss seine Tat zwar vor Broyles verantworten, es werden aber keine weiteren Maßnahmen gegen ihn eingeleitet. Am Ende der Folge wird angedeutet, dass Hoffmann und Walters Vater eventuell einmal zusammengearbeitet haben könnten. |           |                                |                                        |                      |                                       |                      | |
| 35 | 15        | Jacksonville                   | Jacksonville                           | 4. Feb. 2010         | 30. Aug. 2010                         | Charles Beeson       | Ashley Edward Miller & Zack Stentz                                                                                   |
| Ein seltsames Erdbeben erschüttert ein Bürogebäude in New York. Unter den Trümmern erwacht ein Mann und hat plötzlich mehr als zwei Arme und Beine. Bei seiner Befragung findet Walter während der Ermittlungen heraus, dass das Gebäude mit seinem Gegenstück aus dem Paralleluniversum verschmolzen sein muss – der Mann kann sich an die Terroranschläge des 11. Septembers erinnern, ist jedoch überzeugt davon, dass die Türme des World Trade Centers nicht attackiert wurden. Walter vermutet aufgrund seiner Erfahrungswerte mit beiden Universen, die sich stets im Gleichgewicht miteinander befinden müssen, dass in absehbarer Zeit ein Gebäude aus ihrer Welt verschwinden müsse. Die Schwierigkeit liegt allerdings darin, dieses Gebäude zu identifizieren. Walter versucht, Olivia von ihren Fähigkeiten zu überzeugen: Aufgrund der Cortexiphan-Versuche sollte sie eigentlich in der Lage sein, die Schwingungen des entsprechenden Gebäudes im Gegensatz zu allen anderen zu erkennen. Unter erneuter Gabe von Cortexiphan und dem Gefühlszustand der Angst versucht das Team, Olivias Fähigkeiten zu reaktivieren. Doch erst als sie bereits aufgegeben hat, weil sie mittlerweile vor nichts mehr Angst hat, und Peter kurz davor ist, sie zu küssen, löst dies genug Emotionen aus, um sie das betroffene Gebäude sehen zu lassen. Das Hotel kann rechtzeitig evakuiert werden. Nachdem Olivia die Fähigkeiten, Dinge aus dem anderen Universum zu erkennen, wiedergewonnen hat, erkennt sie auch, dass Peter nicht aus ihrer Welt ist. Walter bittet sie darum, ihm nichts davon zu sagen. |           |                                |                                        |                      |                                       |                      | |
| 36 | 16        | Peter                          | Peter                                  | 1. Apr. 2010         | 6. Sep. 2010                          | David Straiton       | Handlung: J. H. Wyman, Jeff Pinkner, Akiva Goldsman & Josh Singer Schauspiel: Jeff Pinker, J. H. Wyman & Josh Singer |
| Diese Episode springt ins Jahr 1985 zurück. Walter hat gerade Regierungsbeamten eine Art Rahmen vorgestellt, durch den man in die Parallelwelt schauen kann. Währenddessen befindet sich der schwerkranke Peter zuhause bei seiner Mutter. Weil Walter die Existenz dieser anderen Welt bereits bekannt ist, weiß er auch, dass dort andere Versionen der Personen dieser Welt existieren. Beide Walters arbeiten fieberhaft an einem Heilmittel gegen Peters Krankheit, der hiesige Walter scheitert jedoch, und sein Sohn stirbt. Weil er von einem Beobachter abgelenkt wird, erkennt auch der andere Walter nicht, dass er das Heilmittel längst gefunden hat, und auch die Zeit des dortigen Peter wird knapp. Da er dies durch seinen Rahmen beobachtet hat, beschließt der Walter, dessen Sohn bereits gestorben ist, weiter an dem Heilmittel zu arbeiten, um den anderen Peter noch zu retten. Dies glückt und er öffnet am Lake Reiden das Tor zur anderen Welt. Beim Versuch, ihn von seinen Plänen abzuhalten, verliert Nina Sharp ihren Arm. Statt ihm lediglich das Medikament zu verabreichen, nimmt Walter Peter jedoch mit in diese Welt. Sie brechen in Eiswasser ein und können gerade noch rechtzeitig von einem der Beobachter gerettet werden. Im Labor verabreicht Walter Peter seine Medizin, woraufhin dieser tatsächlich gesundet. Walter versichert seiner Laborassistentin, er werde Peter wieder zurück bringen. Jedoch trifft Walters Frau zufällig auf die noch lebende Version ihres Sohnes, und Walter kann sich nicht mehr durchringen, ihn wieder wegzubringen. Diese Geschichte erzählt Walter in der Jetztzeit Olivia. |           |                                |                                        |                      |                                       |                      | |
| 37 | 17        | Die Bürde                      | Olivia. In The Lab. With The Revolver. | 8. Apr. 2010         | 13. Sep. 2010                         | Brad Anderson        | Matthew Pitts |
| Es wird eine Leiche entdeckt, der offenbar nur durch Berührung Krebs übertragen wurde. Im Laufe der Ermittlungen stellt sich heraus, dass nur diejenigen die Krankheit auf diese Weise bekommen können, denen früher Cortexiphan verabreicht wurde. Da es jedoch keine Liste der behandelten Kinder gibt, fällt die Suche nach weiteren Opfern und dem Täter schwer. Jedoch stößt das FBI-Team auf einen James Heath, der an Krebs erkrankt zu sein scheint. Tatsächlich ist dieser der Täter – jedoch nicht aus böser Absicht, sondern weil er, wie schon einige Menschen zuvor, als Waffe missbraucht wurde. Olivia ringt derweil mit der Frage, ob sie Peter die Wahrheit erzählen müsse. Durch Gespräche mit Sam Weiss beschließt sie jedoch das Gegenteil, sie will ihn vor Schaden bewahren. Als sie dies Walter mitteilt, ist dieser ihr zwar dankbar, hat sich allerdings mittlerweile dafür entschieden, Peter selbst die Wahrheit zu sagen. |           |                                |                                        |                      |                                       |                      | |
| 38 | 18        | Die weiße Tulpe                | White Tulip                            | 15. Apr. 2010        | 20. Sep. 2010                         | Thomas Yatsko        | J. H. Wyman & Jeff Vlaming                                                                                           |
| In einem fahrenden Zug taucht aus dem Nichts ein Mann auf. Als er den Bostoner Bahnhof erreicht, sind alle anderen Passagiere des Waggons tot und die Stromversorgung jeglicher elektronischer Geräte ist unterbrochen. Ein Teenager findet die Leichen und informiert die Polizei. Das FBI-Team kann den Mann mit Hilfe der Überwachungskameras identifizieren: Es handelt sich um den ehemaligen Professor Alistair Peck. Dieser versucht seit dem tödlichen Autounfall seiner Verlobten seine Theorie über Zeitreisen mittels einer Zeitkrümmung in die Tat umzusetzen. Da dies aber viel Energie kostet, wird diese den umgebenden Lebewesen und Geräten entzogen. Walter bringt Peck dazu, seine Pläne zu überdenken, indem er ihm die Geschichte von sich und Peter erzählt und darauf hinweist, dass eine Veränderung des Schicksals schlimme Konsequenzen haben kann. Trotzdem startet Peck seine Reise in die Vergangenheit, steigt dort zu seiner Verlobten ins Auto und stirbt gemeinsam mit ihr. Walter hat Peter einen Brief mit ihrer Geschichte geschrieben, kann sich jedoch nicht überwinden, ihn ihm zu übergeben. Peck hat es noch geschafft, aus der Vergangenheit Walter eine weiße Tulpe in einem Briefumschlag zu schicken – für Walter ein Zeichen der Vergebung, auf das er im Zusammenhang mit Peter gehofft hat. |           |                                |                                        |                      |                                       |                      | |
| 39 | 19        | Der Mann von der anderen Seite | The Man from the Other Side            | 22. Apr. 2010        | 27. Sep. 2010                         | Jeffrey Hunt         | Josh Singer & Ethan Gross                                                                                            |
| Gestaltwandler ermorden ein Pärchen und nehmen das Aussehen der beiden an. Die Leichen werden gefunden, und das FBI-Team stellt schnell fest, dass sie von Gestaltwandlern umgebracht wurden. Außerdem stoßen sie auf etwas, das sich als Gestaltwandler-Embryo herausstellt. Während der Tatnacht wurden in der Nähe des Leichenfundortes mehrere Übertragungsfehler in der Fernsehübertragung festgestellt. Eine Zusammenarbeit mit Massive Dynamic ergibt, dass es sich um störende Wellen des Paralleluniversums handelt. Am nächsten Tag soll es zu dem seltenen Phänomen kommen, dass die Wellen aus beiden Universen auf derselben Frequenz liegen. Es ergibt sich, dass die Gestaltwandler mit Newton zusammenarbeiten, der offenbar plant, die beiden Universen miteinander zu verbinden. Gerade noch rechtzeitig kann dieses Vorhaben vom FBI-Team verhindert werden. Jedoch erfährt Peter, dass er offenbar nicht aus diesem Universum stammt, und ist entsprechend enttäuscht und wütend. |           |                                |                                        |                      |                                       |                      | |
| 40 | 20        | Brown Betty                    | Brown Betty                            | 29. Apr. 2010        | 4. Okt. 2010                          | Seith Mann           | Jeff Pinkner, J. H. Wyman & Akiva Goldsman                                                                           |
| Peter ist, nachdem er die Wahrheit über seine Herkunft erfahren hat, verschwunden. Da Olivia nach ihm sucht, muss Walter auf ihre Nichte Ella aufpassen. Dabei erzählt er ihr eine Geschichte im Stil alter Detektivfilme der 1930er- und 1940er-Jahre, mit Tanz- und Gesangseinlagen. Hierbei muss die Detektivin Olivia Dunham nach Peter Bishop suchen, der dem Erfinder Walter Bishop ein gläsernes Herz gestohlen hat. Als die Geschichte nicht gut endet, schlägt Ella ein Ende vor, bei dem alle sich vergeben. Als Walter nach Hause zurückkehrt, wird er von einem Beobachter observiert, der einem anderen besorgt mitteilt, Walter habe seine Warnung offenbar vergessen. |           |                                |                                        |                      |                                       |                      | |
| 41 | 21        | Noyo County                    | Northwest Passage                      | 6. Mai 2010          | 11. Okt. 2010                         | Joe Chappelle        | Ashley Edward Miller, Zack Stentz, Nora Zuckerman & Lilla Zuckerman                                                  |
| Peter lernt in einem Diner eine Servicekraft kennen, die noch am selben Abend entführt und ermordet wird. Als festgestellt wird, dass ein Teil ihres Hirns gestohlen wurde, wie dies auch bei Walter der Fall war, mischt Peter sich in die polizeilichen Ermittlungen ein. Er erklärt den zuständigen Beamten, der Mörder habe so die Möglichkeit, Erinnerungen zu gewinnen. Während der Ermittlungen erhält Peter immer wieder Anrufe, bei denen nur ein seltsames Rauschen zu hören ist. Auch als ein Polizist verschwindet, hört Peter am Tatort dieses Rauschen, folgt ihm und trifft auf Newton, der versucht, ihn zu betäuben. Als dies nicht gelingt, verschwinden er und seine Helfer. Durch eine Umgebungssuche stößt Peter schließlich auf den Entführer, sodass der Polizist gefunden und befreit werden kann. Als Peter jedoch in sein Hotelzimmer zurückkehrt, hat er Besuch: Newton und ein Mann, der aussieht wie Walter, jedoch „Minister“ genannt wird. |           |                                |                                        |                      |                                       |                      | |
| 42 | 22        | Die andere Seite – Teil 1      | Over There, Part 1                     | 13. Mai 2010         | 18. Okt. 2010                         | Akiva Goldsman       | J. H. Wyman, Jeff Pinkner & Akiva Goldsman                                                                           |
| Mit Hilfe von Überwachungsvideos hat Walter herausgefunden, dass Peter mit „Walternativ“ in die andere Welt gewechselt ist. Er vermutet mit Olivia, dass Walternativ, in der anderen Welt der Verteidigungsminister der USA, Peter als Waffe missbrauchen will, um die beiden Universen zu zerstören. Jetzt ist Walter auch die Warnung des Beobachters wieder eingefallen, die besagte, Peter dürfe keinesfalls zurückkehren. Walter und Olivia reisen infolgedessen mit einem Team Cortexiphan-Kinder durch ein Portal ebenfalls in die Parallelwelt, um ihn wiederzufinden und zurückzuholen. Bereits beim Übergang stirbt ein Mitglied des Teams und fällt auf den Boden des Theaters, in dem sie durch ihr Portal landen. In der „Fringe Division“ der anderen Seite wird darüber diskutiert, ob über dieses Theater, in dem ein Loch entstanden ist, Quarantäne verhängt werden sollte. Der Übergang des FBI-Teams wurde also auf dieser Seite bemerkt. Durch Astrids Berechnungen, die in dieser Welt so etwas wie eine Statistikexpertin ist, kann jedoch eine Vielzahl an Toten verhindert werden. Das Fringe-Team findet die Leiche aus der anderen Welt und bei ihr einen Geldschein, den sie als fremd erkennen. Bei einem Gespräch mit dem darüber beunruhigten Verteidigungsminister klärt er sie darüber auf, dass er der Autor des ZFT-Buches sei, dass der Inhalt jedoch gelogen sei und die Risse in ihrer Welt nicht, wie darin behauptet, Angriffe von außen seien, sondern Verbindungen in ein anderes Universum. Peter lernt unterdessen seine in diesem Universum noch lebende Mutter kennen, die ihn in die Waffenpläne von Walternativ einweiht. Er analysiert die Baupläne der Waffe, deren Energiequelle er selbst sein soll. Das FBI-Team versucht, sich mit William Bell zu treffen, um ihm eine Nachricht von Nina Sharp zu übermitteln, wird dabei aber vom Fringe-Team der anderen Welt gestellt. Dabei sterben zwei weitere Mitglieder des FBI-Teams und Walter wird schwer verletzt. Olivia beobachtet das Leben ihrer Alternativversion und trifft dabei auf William Bell, der sie warnt, Walter sei in großer Gefahr. |           |                                |                                        |                      |                                       |                      | |
| 43 | 23        | Die andere Seite – Teil 2      | Over There, Part 2                     | 20. Mai 2010         | 25. Okt. 2010                         | Akiva Goldsman       | Jeff Pinkner, J. H. Wyman & Akiva Goldsman                                                                           |
| Olivia und William Bell suchen in Krankenhäusern nach Walter. Sie werden tatsächlich fündig und können den aufgrund der fortgeschrittenen medizinischen Technologie schon wieder fast vollständig geheilten Walter gerade noch rechtzeitig entführen, bevor das Fringe-Team auf ihn stößt. Durch die Überwachungskameras weiß nun auch die alternative Olivia, dass ihr anderes Selbst in ihrer Welt ist. Der Verteidigungsminister erklärt ihr und ihrem Team die Situation und warnt sie vor den vermeintlich bösen Eindringlingen. Olivia überfällt ihre alternative Version, um Peter zu finden, und erfährt dabei, dass ihre Mutter in diesem Paralleluniversum noch lebt, nicht aber ihre Schwester und ihre Nichte. Die beiden Olivias vertrauen sich gegenseitig jedoch nicht und geraten schließlich in einen Kampf, bei dem die alternative Olivia überwältigt werden kann. Mit Hilfe des Parallel-Charlie gelingt es Olivia schließlich, Peter zu finden und ihn davon zu überzeugen, dass Walternativ ihn mit der Unterstützung des Baus einer Waffe gegen das ursprüngliche Universum beauftragt hat statt, wie dieser behauptet, beide Welten zu retten. Indem sich William Bell opfert, gelingt Walter, Peter und Olivia der Übergang in ihre Welt, nachdem sie fast vom Fringe-Team gestoppt werden konnten. Am Ende der Folge stellt sich jedoch heraus, dass nicht Olivia zurückgekommen ist, sondern ihre Alternative, die im Auftrag von Walternativ das FBI-Team infiltrieren soll. Die echte Olivia ist in einem Gefängnis der Parallelwelt. |           |                                |                                        |                      |                                       |                      | |

## Staffel 3
Die Erstausstrahlung der dritten Staffel war vom 23. September 2010 bis zum 6. Mai 2011 auf dem US-amerikanischen Sender Fox zu sehen. Die deutschsprachige Erstausstrahlung sendete der deutsche Free-TV-Sender ProSieben vom 10. Januar bis zum 26. September 2011, wobei die vierte Episode erstmals vom Schweizer Free-TV-Sender SRF zwei am 2. Februar 2011 erstausgestrahlt wurde.
| Nr. (ges.) | Nr. (St.) | Deutscher Titel                                  | Originaltitel                             | Erstausstrahlung USA | Deutschsprachige Erstausstrahlung (D/CH) | Regie                | Drehbuch                                                                                   |
| --- | --------- | ------------------------------------------------ | ----------------------------------------- | -------------------- | ---------------------------------------- | -------------------- | ------------------------------------------------------------------------------------------ |
| 44 | 1         | Olivia                                           | Olivia                                    | 23. Sep. 2010        | 10. Jan. 2011                            | Joe Chappelle        | J. H. Wyman & Jeff Pinkner                                                                 |
| Die Olivia des Paralleluniversums (ab Staffel 3 Folge 11 Folivia - falsche Olivia - genannt) infiltriert erfolgreich das FBI-Team, niemand schöpft Verdacht, und Peter und Folivia beginnen sogar eine Beziehung miteinander. Währenddessen werden auf der anderen Seite Experimente an der „richtigen“ Olivia durchgeführt. Es stellt sich heraus, dass ihr DNS von Folivia injiziert wird, damit sie deren Gedanken und Erinnerungen annimmt. Bei einer der Injektionen kann sie flüchten und den Taxifahrer Henry überzeugen, ihr zu helfen. Sie möchte zu „Massive Dynamic“, um mit Nina Sharp zu reden, stellt jedoch fest, dass es diese Firma in dem Universum, in dem sie sich befindet, nie existierte. Sie sucht daraufhin das Haus ihrer hier noch lebenden Mutter auf, dessen Adresse sie nur dank der ihr verabreichten DNS kennt. Nach und nach wirken die Injektionen immer besser, sodass Olivia daran zweifelt, wer sie wirklich ist und ihrer Mutter schließlich Glauben schenkt. Das Experiment von Walternativ scheint geglückt zu sein. |           |                                                  |                                           |                      |                                          |                      |                                                                                            |
| 45 | 2         | Der Kasten                                       | The Box                                   | 30. Sep. 2010        | 17. Jan. 2011                            | Jeffrey Hunt         | Josh Singer & Graham Roland                                                                |
| Zwei Männer graben eine mysteriöse Box aus, für deren Übergabe ihnen von ihrem Auftraggeber viel Geld gezahlt werden soll. Allerdings nur unter der Prämisse, den Kasten keinesfalls zu öffnen. Die Neugierde gewinnt, sie öffnen die Box, und verfallen in eine Trance mit Nasenbluten. Währenddessen trifft sich die Folivia mit Newton, der ihr helfen soll, dieses Universum besser zu verstehen, damit sie nicht auffällt. Außerdem arbeiten die beiden gemeinsam an einem Auftrag: das Auffinden der mysteriösen Box. Als dem FBI-Team jedoch die mittlerweile verstorbenen Personen um den Kasten gemeldet werden, ist ebendieser verschwunden. Ein Mann namens Blake hat sie an sich genommen und wieder verschlossen. Er weiß nun allerdings auch nicht, was er damit tun soll und sucht schließlich Folivia in deren Wohnung auf, um sie ihr zu übergeben. Walter findet währenddessen heraus, dass die Menschen mithilfe bestimmt frequentierter Töne gestorben sind, die die Box produziert. Weil Blake taub ist, kann sie ihm nichts anhaben. Folivia tötet Blake schließlich in ihrer Wohnung, muss dies aber vor Peter verstecken, der seine neue Partnerin besucht. Das FBI-Team ist weiter auf der Suche nach dem Kasten, den Folivia mittlerweile an Newton übergeben hat, der sie nutzt, um weitere Menschen zu töten. Gerade noch rechtzeitig finden sie sie in einem Bahnhofstunnel, in dem Folivia Peter das Leben rettet. Peter kann die Box als einen Teil von Walternativs Waffe identifizieren. Folivia teilt ihrem Auftraggeber auf der anderen Seite via Schreibmaschine mit, dass alles nach Plan verliefe. Sie solle sich nun um Walter kümmern, lautet ihr nächster Auftrag. Walter erbt vom verstorbenen William Bell dessen Firma „Massive Dynamic“. |           |                                                  |                                           |                      |                                          |                      |                                                                                            |
| 46 | 3         | Milo                                             | The Plateau                               | 7. Okt. 2010         | 24. Jan. 2011                            | Brad Anderson        | Alison Schapker & Monica Owusu-Breen                                                       |
| Die „richtige“ Olivia ist mittlerweile überzeugt davon, dass sie sich das Paralleluniversum nur eingebildet hat und nun in der richtigen Welt ist. Sie beginnt, wieder bei der Fringe Division zu arbeiten. Ihr erster Fall besteht aus einem Verkehrsunfall, bei dem zunächst nicht klar wird, warum die Spezialeinheit gerufen wird. Die Begründung liegt darin, dass sich in letzter Zeit auffällig viele Unfälle ereigneten, die zunächst wie eine Verkettung unglücklicher Umstände aussehen. Am Tatort fällt Olivias Kollegen Lincoln Lee ein blauer Kugelschreiber auf, den er als Ursache der Zufallsverkettung identifizieren kann. Olivia hat immer wieder Visionen von Peter und Walter, und obwohl sie diese niemandem aus ihrem Team erzählt, bemerkt dieses, dass sie sich irgendwie anders verhält, als sie das gewohnt sind. Es wird klar, dass weder der alternative Charlie noch Lincoln davon in Kenntnis gesetzt wurden, dass Olivia ausgetauscht wurde. Am nächsten Tatort findet das Team den nächsten blauen Kugelschreiber, und Olivia verfolgt einen Verdächtigen, der jedoch entkommen kann. Bei der Untersuchung von Gemeinsamkeiten zwischen den Opfern stellt sich heraus, dass alle mit einem Krankenhaus zu tun hatten. Bei der Befragung des dortigen Chefarztes kann dieser den Täter anhand eines Überwachungsvideos identifizieren: Es handelt sich um Milo, der bis zu einer klinischen Studie über einen unterdurchschnittlichen IQ verfügte, der mit Hilfe dieser gesteigert werden konnte. Als er jedoch immer weiter stieg, wollten die Ärzte dies rückgängig machen, woraufhin er flüchtete und nun alle Menschen umbringt, die mit der Studie zu tun hatten. Seine Opfer tötet er mit Hilfe einer Theorie, die besagt, dass künftige Ereignisse anhand von Wahrscheinlichkeiten weitgehend exakt vorherbestimmt werden können. Als sie Milo aufspüren, hat dieser bereits berechnet, dass er sich Olivia zu erkennen geben muss, damit diese aufgrund der Umstände erschlagen wird. Da Olivia jedoch Schilder der Parallelwelt ignoriert, laut denen sie eine Sauerstoffmaske anlegen müsste, die ihr jedoch unbekannt sind, durchbricht sie seine Wahrscheinlichkeitsrechnung und kann ihn stellen. Milos IQ ist jedoch mittlerweile so hoch gestiegen, dass er die Welt um sich herum nicht mehr wahrnimmt.                                           |           |                                                  |                                           |                      |                                          |                      |                                                                                            |
| 47 | 4         | Träumen Gestaltwandler von elektrischen Schafen? | Do Shapeshifters Dream of Electric Sheep? | 14. Okt. 2010        | 2. Feb. 2011                             | Kenn Fink            | David Wilcox & Matthew Pitts                                                               |
| In der „echten“ Welt wird Senator James Van Horn in einen Unfall verwickelt. Seine Ärzte sind irritiert, da er zwar lebt, sein Herz jedoch nicht schlägt. Als Freund von Van Horn fährt Broyles in die Klinik, in der auch Newton erscheint und den Senator erschießt. Als aus der Wunde Quecksilber tritt, ist Broyles klar, dass es sich nicht um seinen Freund, sondern um einen Gestaltwandler handelt. Newton teilt Folivia mit, dass er den Gestaltwandler töten musste, da dieser über ihre wahre Identität Bescheid wusste. Er zweifelt außerhalb mittlerweile an der Umsetzbarkeit ihres Plans, sie komplett in diese Welt zu integrieren. Nach dem Gespräch versorgt Newton eine Schusswunde, die ihm Broyles zugefügt hat und aus der ebenfalls Quecksilber tritt. Walter gelingt es, den Gestaltwandler zu reaktivieren. Als dieser jedoch endlich spricht, verrät er nur Hotelnamen und Zahlenkombinationen, nicht aber Olivias Austausch. Bevor das Team an weitere Daten gelangen kann, schafft es Newton, den Prozessor des Gestaltwandlers zu entwenden. Auf der Flucht vor Folivia und Peter stirbt er, kann ihr diesen aber noch heimlich überreichen. |           |                                                  |                                           |                      |                                          |                      |                                                                                            |
| 48 | 5         | Bernstein 31422                                  | Amber 31422                               | 4. Nov. 2010         | 21. Feb. 2011                            | David Straiton       | Josh Singer & Ethan Gross                                                                  |
| Paralleluniversum: Ein Mann namens Matthew Rose und ein Komplize befreien Matthews Zwillingsbruder Joshua aus dem Bernstein, mit dem in dieser Welt die Risse zum anderen Universum abgedichtet werden. Der Komplize berührt das Material und wird daraufhin eingeschlossen. Als Olivia, die trotz anhaltender Walter-und-Peter-Visionen weiterhin glaubt, im richtigen Universum zu sein, und Lincoln Lee an der Stelle eintreffen, stellen sie schnell fest, dass jemand aus dem Bernstein befreit wurde. Als Entwickler der harzartigen Substanz wird der Verteidigungsminister alias Walternativ in die Ermittlungen einbezogen. Dieser ist nicht besonders glücklich über seine Erfindung, die schon viele Menschen das Leben gekostet hat. Broyles jedoch vertritt die Überzeugung, dass es ihre Welt längst nicht mehr gäbe, wenn die Risse nicht mit Hilfe dieses Materials verschlossen werden könnten. Die Identität des Befreiten kann anhand eines im Bernstein hinterlassenen Gesichtsabdrucks ermittelt werden. Bei Joshua Rose handelt es sich um einen Verbrecher, der mit Hilfe einer biomolekularen Technik Banken ausraubte, indem er durch Wände in den Tresorraum eintrat. Die hierfür benötigte Energie verursachte jedoch Risse im Universum, die mit Bernstein verschlossen werden mussten. Im Laufe der Ermittlungen stellt sich jedoch heraus, dass nicht Joshua in die harzartige Substanz eingeschlossen wurde, sondern sein Bruder Matthew, der versucht hatte, ihn von seinen kriminellen Handlungen abzuhalten. Schließlich opfert sich Joshua für Matthew und lässt sich an seiner statt im Bernstein einschließen. Walternativ und ein Laborant versuchen nach wie vor hinter das Geheimnis zu kommen, dank dem Olivia so problemlos die Welten wechseln kann, ohne dass ihre Materie instabil wird. Dazu führen sie nun Experimente mit ihr durch und tatsächlich gelingt ihr ein kurzer Übertritt in einen New Yorker Souvenirladen der anderen Welt. Nach einer weiteren Vision von Peter wachsen Olivias Zweifel an der Richtigkeit Walternativs Geschichte. Als sie erneut in dem Souvenirladen ankommt, wählt sie automatisch die Nummer ihrer Schwester, die in der Parallelwelt bereits seit Jahren tot ist. Als ihre Nichte abhebt, die ebenfalls nur in der hiesigen Welt existiert, beschließt Olivia, Walternativ ihre Erkenntnisse zu verschweigen. |           |                                                  |                                           |                      |                                          |                      |                                                                                            |
| 49 | 6         | 6955 kHz                                         | 6955 kHz                                  | 11. Nov. 2010        | 28. Feb. 2011                            | Joe Chappelle        | Robert Chiappetta & Glen Whitman                                                           |
| „Bisherige“ Welt: Eine Reihe von Menschen hört über eine Funkfrequenz, die ihnen zuvor via Chat mitgeteilt wurde, eine geheime Botschaft aus Zahlenfolgen und Geräuschen, woraufhin die Betroffenen umgehend einen kompletten Gedächtnisverlust erleiden. Bei der Befragung durch das FBI-Team teilt der Ehemann eines der Opfer ihnen mit, dass seine Frau regelmäßig solche Zahlenfolgen über das Radio gehört hat und sich mit deren Entschlüsselung befasste. Auch Broyles und Nina Sharp wissen darüber Bescheid, und „Massive Dynamic“ hat sogar einen Auftrag des Verteidigungsministeriums, hinter deren Geheimnis zu kommen. Bei der Befragung eines beteiligten Buchhändlers gibt dieser ihnen ein Buch, in dem der Ursprung der Zahlenfolgen erklärt wird, der angeblich bereits auf die ersten Menschen zurückgeht. Broyles und Folivia gelingt es, die Quelle der letzten Zahlenfolge zu ermitteln: Eine alte Fabrik in Massachusetts, in der sich ein merkwürdiges Gerät befindet. Auf diesem stellt das Team Fingerabdrücke eines Joseph Fellers fest, der in diesem Moment das nächste Gerät an eine Radiostation anschließt. Bei der Übertragung der neuen Zahlenfolge sterben sogar Menschen. Als das FBI-Team ihn stellen will, wird Feller von Folivia, mit der er heimlich zusammengearbeitet hat, erschossen. Dabei wird klar, dass auch er ein Gestaltwandler war. Astrid kommt unterdessen auf die Lösung der Zahlencodes: Es handelt sich um Ortsangaben in Längen- und Breitengraden. Das FBI-Team macht sich auf den Weg zu einem solchen Ort und gräbt schließlich ein sehr großes Gerät aus. Es wird klar, dass die Koordinaten die Standorte von Walters Waffe enthalten. Peter arbeitet schon seit Längerem daran, herauszufinden, um was genau es sich dabei handelt, Walter versucht jedoch immer wieder, ihn davon abzuhalten – er hat Angst um seinen Sohn. Folivia meldet der anderen Seite indes den Fortschritt ihrer Mission und bittet darum, die nächste Phase einzuleiten. |           |                                                  |                                           |                      |                                          |                      |                                                                                            |
| 50 | 7         | Entführt                                         | The Abducted                              | 18. Nov. 2010        | 7. März 2011                             | Chuck Russell        | David Wilcox & Graham Roland                                                               |
| Im Paralleluniversum hat ein Serien-Kinderentführer – der Candyman – wieder zugeschlagen und den kleinen Max gekidnappt. Auch Broyles' Sohn befindet sich unter den Opfern: Seit seiner Entführung leidet er an einer unbekannten Krankheit, die in ihren Symptomen der körperlichen Verfassung älterer Menschen ähnelt. Weniger Opfer, darunter Broyles' Sohn, berichteten es mit zwei Männern zu tun gehabt zu haben: einem alten und einem jungen. Als Olivia ihn noch einmal zu seinem Entführer befragt, erinnert er sich an eine Gebetszeile, die er in dieser Zeit immer wieder gehört hat. So kann die Fringe Division eine Kirchengemeinde ermitteln. Tatsächlich befindet sich der Candyman unter den Gemeindemitgliedern. Olivia findet Max, muss den Entführer jedoch erschießen. Außerdem stellt sich heraus, dass der wahre Candyman der Pfarrer ist und seinen Gemeindemitgliedern bei den Taten geholfen hat. Aus Rache will er Broyles' Familie töten, doch Olivia kommt im auf die Spur und verständigt Broyles, der den Pfarrer noch rechtzeitig erschießt. Olivia ist mittlerweile klar, dass sie nicht in dieses Universum gehört und überredet den Taxifahrer Henry, ihr bei ihrer Flucht zu helfen. Broyles findet das heraus, doch weil er ihr dankbar für das Stellen des Candyman und das Retten seiner Familie ist, meldet er es niemandem. Ihr gelingt zwar tatsächlich der Übergang, doch ist sie nicht schnell genug und wird von Walternativ erwischt. Es gelingt ihr allerdings, eine Botschaft für Peter im richtigen Universum zu hinterlassen. Diese erhält er, als er gerade Zeit mit der Folivia verbringt. Sie bekommt jedoch nicht mit, dass er nun vom Aufenthaltsort der richtigen Olivia weiß. |           |                                                  |                                           |                      |                                          |                      |                                                                                            |
| 51 | 8         | Entrada                                          | Entrada                                   | 2. Dez. 2010         | 14. März 2011                            | Brad Anderson        | Jeff Pinkner & J. H. Wyman                                                                 |
| Die Tarnung Folivias fliegt endgültig auf, und sie plant ihre Rückkehr in das Paralleluniversum. Währenddessen wird die richtige Olivia von Walternativ gefangen gehalten. Dieser wurde bereits über die anstehende Rückkehr informiert und plant nun, die beiden Olivias gegeneinander auszutauschen, damit die beiden Universen im Gleichgewicht bleiben. Die richtige Olivia soll aber vorher getötet werden, um ihr Gehirn weiteren Untersuchungen und Experimenten unterziehen zu können. Broyles rettet sie jedoch und hilft ihr, von Liberty Island zu fliehen. Er fährt sie nach Boston, damit sie durch einen von Walternativs Wassertanks zurück in ihr richtiges Universum reisen kann. Das FBI findet währenddessen heraus, worin die Mission der falschen Olivia bestand: Sie sollte eines der Waffenteile in ihr Universum bringen, das Walternativ offenbar nicht hatte finden können. Außerdem gelingt es dem Team, das Hinterzimmer mit der Schreibmaschine zu finden, auf der Folivia mit ihrem Universum kommunizierte. Diese führt sie schließlich auch zu Folivias aktuellem Aufenthaltsort. Zwar kann sie rechtzeitig festgenommen werden, doch auch ihr gelingt der Übertritt in ihr Universum. Als Ausgleich schickt die andere Seite den getöteten alternativen Broyles, ohne den die richtige Olivia nicht hätte fliehen können. |           |                                                  |                                           |                      |                                          |                      |                                                                                            |
| 52 | 9         | Marionette                                       | Marionette                                | 9. Dez. 2010         | 21. März 2011                            | Joe Chappelle        | Monica Owusu-Breen & Alison Schapker                                                       |
| Einem lebenden Mann wurde das Herz entnommen – als Sanitäter ihn finden, lebt er jedoch noch kurze Zeit weiter. Die Ursache hierfür findet Walter schnell: Ihm wurde vor seiner Operation ein Serum gespritzt, das ihn am Leben halten sollte. Möglicherweise hätte man ihn noch retten können, wäre er früher gefunden worden. Als noch weitere Menschen mit entnommenen Organen auftauchen, ist die Parallele deutlich: Sie alle erhielten die entsprechenden Organtransplantationen von einem verstorbenen Mädchen namens Amanda Walsh. Beim Überprüfen von Amandas Kontakten stoßen sie auf einen jungen Mann, der offenbar in Amanda verliebt war. Er stiehlt die Organe des Mädchens, um sie nach ihrem Freitod wieder zum Leben zu erwecken. Das FBI-Team stellt ihn, und sein Plan misslingt. Währenddessen hat Olivia mit einer Identitätskrise zu kämpfen: Sie fühlt sich in ihrer Wohnung nicht mehr wohl, muss all ihre Kleidung waschen und versucht, den Gedanken an Peters Beziehung mit ihrer Alternativversion zu akzeptieren, von der er sie mittlerweile in Kenntnis gesetzt hat. |           |                                                  |                                           |                      |                                          |                      |                                                                                            |
| 53 | 10        | Das Glühwürmchen                                 | The Firefly                               | 21. Jan. 2011        | 28. März 2011                            | Charles Beeson       | J. H. Wyman & Jeff Pinkner                                                                 |
| In einem Altersheim erhält ein Mann Besuch von seinem längst verstorbenen Sohn. Danach berichtet der Sohn einem Beobachter, dass er die Informationen überbracht habe, woraufhin der Beobachter verspricht, ihn zurückzubringen. Bei der Befragung durch das FBI kann sich der Vater jedoch nicht an das Gespräch erinnern. Weil Walter vermutet, dass er eventuell wichtige Informationen durch den Beobachter erhalten hat, versuchen sie es mit Hypnose. Dabei kommt heraus, dass der Beobachter ihn um Mithilfe bittet, sobald er Walter treffe. Die Hilfe besteht in Erinnerung des alten Mannes an seinen Sohn, die Walter noch einmal die Schicksalszusammenhänge der Welten verdeutlichen sollen. Währenddessen überwältigt der Beobachter bei einem Überfall die drei Täter und rettet einer Angestellten das Leben, indem er ihr rechtzeitig ihr Asthmaspray überreicht. Es wird klar, dass der Beobachter versucht, den Lauf der Welt zu verändern und ein irgendwann einmal entstandenes Ungleichgewicht wieder zu bereinigen. Walter vermutet allerdings, dass er in Konsequenz dieser Veränderung Peter verlieren wird, der eigentlich auch nicht in dieser Welt sein dürfte. Tatsächlich sollte dadurch Walter gerettet werden, wenn er zeigt, dass er bereit wäre seinen Sohn gehen zu lassen um die Welten zu retten. |           |                                                  |                                           |                      |                                          |                      |                                                                                            |
| 54 | 11        | Wechselspiel                                     | Reciprocity                               | 28. Jan. 2011        | 4. Apr. 2011                             | Jeannot Szwarc       | Josh Singer                                                                                |
| Massive Dynamic ist es mittlerweile gelungen, aus den gefundenen Einzelteilen Walters Waffe zusammenzubauen, es weiß jedoch niemand, wie sie gestartet wird. Als das FBI-Team die Waffe untersuchen möchte, werden elektromagnetische Spannungen ausgelöst, und Peters Nase blutet. Daraufhin führt Massive Dynamic Tests an ihm durch, um zu klären, wie der Zusammenhang zwischen ihm und der Maschine besteht. In einem Teich wird die Leiche eines Gestaltwandlers aufgefunden. Außerdem vermutet Broyles einen Spion beim FBI oder bei Massive Dynamic, der möglicherweise Daten an Walternativ weitergibt. Als das FBI-Team glaubt zu wissen, dass ein Labormitarbeiter der Spion ist, wird dieser getötet aufgefunden und als ein weiterer Gestaltwandler identifiziert. Darüber hinaus werden weitere Gestaltwandler getötet. Walter findet heraus, dass Peter derjenige ist, der die Gestaltwandler tötet. Dabei geht er ungewöhnlich brutal vor, was Walter annehmen lässt, der Kontakt mit der Maschine habe ihn verändert. |           |                                                  |                                           |                      |                                          |                      |                                                                                            |
| 55 | 12        | Der Gedankenleser                                | Concentrate and Ask Again                 | 4. Feb. 2011         | 15. Aug. 2011                            | Dennis Smith         | Graham Roland & Matthew Pitts                                                              |
| Bei einer firmeninternen Geburtstagsfeier erhält der Chef von Intrepus ein Geschenk: eine Puppe, die ihm plötzlich blaues Pulver ins Gesicht sprüht, woraufhin sich seine Knochen auflösen und er stirbt. Über die Videoüberwachung der absendenden Postfiliale kommt das FBI-Team zu seinem ersten Verdächtigen: dem ehemaligen Marine-Offizier Aaron Downey. Auf der Flucht vor dem FBI zieht dieser sich jedoch schwere Verletzungen zu und fällt ins Koma. Bei der Befragung seiner Ex-Frau kommt heraus, dass Downey an biochemischen Experimenten teilnahm. Als seine Frau schwanger wurde, starb das Kind noch im Mutterleib daran, dass es kein Skelett entwickelte. Downey macht den Versuchsleiter Warren Blake dafür verantwortlich, da anderen Versuchspersonen dasselbe Schicksal zuteilwurde. Mit Hilfe eines ehemaligen Cortexiphan-Versuchsteilnehmers, der im Rahmen dieser Experimente die Fähigkeit entwickelte, Gedanken zu lesen, gelingt es dem FBI-Team, den komatösen Downey zu ‚befragen‘. Dabei stoßen sie auf das Projekt Qualle, in dessen Rahmen offenbar das blaue Pulver entwickelt wurde, das mittlerweile schon mehrere Menschen das Leben gekostet hat. Downey und ein Komplize wollen offenbar Rache üben und auf einer Spendenveranstaltung eine Vielzahl von Menschen mit Hilfe dieses Pulvers vergiften. Olivia und ihr Team können diese Tat rechtzeitig verhindern, indem sie die beiden Männer erschießen. Der Gedankenleser konnte sie in der Menschenmenge identifizieren. Er übergibt Olivia einen Brief, in dem er ihr Peters Gefühle aufgeschrieben hat. Ob sie ihn öffnet oder nicht, überlässt er ihr. Sie macht ihn auf und liest: „Er hat noch Gefühle für sie.“ Gemeint ist die andere Olivia, mit der Peter eine Beziehung hatte. Über Bowlingbahnbesitzer Sam Weiss findet Nina Sharp unterdessen heraus, dass die Maschine eine der beiden Welten zerstören kann. Da sie hauptsächlich auf Peters Emotionen eingestellt ist, wird die Entscheidung für die eine oder andere Olivia auch das Schicksal der beiden Welten besiegeln. |           |                                                  |                                           |                      |                                          |                      |                                                                                            |
| 56 | 13        | Unsterblich                                      | Immortality                               | 11. Feb. 2011        | 22. Aug. 2011                            | Brad Anderson        | David Wilcox & Ethan Gross                                                                 |
| Im Paralleluniversum: Olivia holt ihren Freund vom Flughafen ab, den sie seit einigen Monaten nicht mehr gesehen hat. Er bemerkt, dass sie anders ist, sie schiebt dies jedoch auf den Stress an der Arbeit und er akzeptiert diese Erklärung zunächst. Er erzählt einem von Olivias Kollegen, dass er vorhabe, am Wochenende um ihre Hand anzuhalten. Olivia erfährt davon und hat so genug Zeit, über den Antrag nachzudenken. Als es so weit ist, bejaht sie seine Frage. Verteidigungsminister Walternativ wird darüber unterrichtet, dass die Waffe bald fertiggestellt werden könne. Außerdem laufen die Experimente mit dem durch die richtige Olivia gefundenen Cortexiphans. Das Mittel wirke allerdings besser und nicht so schnell tödlich, je jünger die Probanden seien. Walternativ untersagt die Experimente an Kindern, die sein Laborleiter für sinnvoll erachtet, jedoch. Währenddessen bringt ein Mann seinen Nachbarn mit Hilfe eines Getränks um. Aus dem Körper des Nachbarn kommen nach dem Trinken Käfer gekrabbelt, die der Mann einsammelt, um ein Enzym aus ihnen zu gewinnen. Bei der Befragung einer Insektenspezialistin findet die Fringe Division heraus, dass es sich um eine bestimmte Käferart handele, die eigentlich nur mit Schafen als Wirtstieren vorkäme. In dieser Welt sind Schafe jedoch ausgestorben, weswegen die Spezialistin irritiert wirkt. Das Team stößt schließlich auf einen Forscher namens Armand Silva, der einst versuchte, mit Hilfe dieser Käferart die Vogelgrippe zu heilen. Jedoch misslang dies. Das Fringe Team vermutet nun, dass er die Käferart so modifiziert habe, dass sie auch mit Menschen als Wirten überlebensfähig ist. Beim Aufsuchen von Silva gerät das Team in einen Hinterhalt und Olivia muss ein Getränk zu sich nehmen, in dem sich Käfereier befinden. Silva stirbt schließlich an seinen eigenen Käfern in sich, und Olivia wird ins Krankenhaus gebracht. Beim Ultraschall auf der Suche nach Käfern in ihr stellt sich heraus, dass sie schwanger ist. Als ihr Freund sie fragt, ob sie den anderen Mann liebe (er kann wegen seiner Abwesenheit nicht der Vater sein), kann sie ihm nicht antworten und er verlässt sie. Walternativ versichert ihr dagegen – in dem Wissen, dass es sich um sein Enkelkind handelt – alle nötige Unterstützung zu, die sie braucht.                                     |           |                                                  |                                           |                      |                                          |                      |                                                                                            |
| 57 | 14        | 6B                                               | 6B                                        | 18. Feb. 2011        | 29. Aug. 2011                            | Thomas Yatsko        | Glen Whitman & Robert Chiappetta                                                           |
| Im ursprünglichen Universum: Partygäste fallen von einem Balkon, der vollkommen stabil erscheint. Auch das FBI-Team stellt fest, dass es so aussieht, als seien die Menschen durch den massiven Balkonboden gefallen. In einer Nachbarwohnung taucht schließlich der Geist des Ehemanns einer verwitweten alten Dame auf, mit dem diese sich freudig unterhält. Sie berichtet dem Team, dass dies schon seit einiger Zeit so ginge und sie die Momente sehr genieße. Dem Team wird schließlich klar, dass es sich nicht um einen Geist handelt, sondern um ihren Ehemann von der anderen Seite, der dort seine Frau verloren hat und nun die hiesige immer wieder besucht. Je öfter die beiden sich sehen, desto instabiler wird jedoch ihre Umwelt. Sie müssen die alte Dame davon überzeugen loszulassen, was ihnen schließlich gelingt. Ein Riss, wie er im anderen Universum üblich ist, kann entsprechend verhindert werden. Peter und Olivia reden zum ersten Mal offen über sich und ihre Gefühle: Olivia hat Angst vor dem, was sein könnte, weil sie nicht weiß, ob sie in der Lage ist, eine so enge Beziehung zu jemandem zu haben. Außerdem ist sie eifersüchtig auf die falsche Olivia und weiß nicht, wie sie mit dieser Situation umgehen soll. Peter ist bereit, ihr Zeit zu geben, und am Ende der Folge gehen beide gemeinsam in Peters Wohnung. |           |                                                  |                                           |                      |                                          |                      |                                                                                            |
| 58 | 15        | Versuchsperson 13                                | Subject 13                                | 25. Feb. 2011        | 5. Sep. 2011                             | Frederick E. O. Toye | Jeff Pinkner J. H. Wyman & Akiva Goldsman                                                  |
| Die Episode spielt im Jahr 1986 und zeigt die Monate nach Peters Entführung. Walter experimentiert mit Olivia und anderen Kindern in einem von ihm gegründeten Kinderhort in Jacksonville. Sein Ziel ist es, dass eines der Kinder die Fähigkeit entwickelt, zwischen den beiden Universen zu reisen und den entführten Peter zurückzubringen – Peter hat längst gemerkt, dass Walter und Elizabeth nicht seine richtigen Eltern sind und er sich in einer anderen Welt befindet. Die Familiensituation ist entsprechend schwierig, sodass Walter sein Vorhaben, ihn zurückzubringen, tatsächlich umsetzen will. Zufällig lernen sich Peter und Olivia schon im Kindesalter kennen. Es stellt sich heraus, dass Olivia offenbar von ihrem Stiefvater geschlagen wird. Sie entwickelt in Kombination mit den Cortexiphan-Versuchen und der Angst vor ihm tatsächlich die Fähigkeit, die Welten zu wechseln, kann diese jedoch noch nicht gezielt einsetzen. Aus versehen erzählt sie Walternativ, dessen Beziehung an der Entführung von Peter zu zerbrechen beginnt, von der anderen Welt. Mit dieser Information kann er sich zusammenreimen, wo sein Sohn ist. |           |                                                  |                                           |                      |                                          |                      |                                                                                            |
| 59 | 16        | Os                                               | Os                                        | 11. März 2011        | 5. Sep. 2011                             | Brad Anderson        | Josh Singer & Graham Roland                                                                |
| Ein Einbrecher in einem Metalllager wird von einem Wachmann erschossen. Der tote Einbrecher schwebt. Walter findet heraus, dass der Mann viel Osmium (chemisches Zeichen: Os) im Blut hat. Später entdeckt er ein zweites Metall im Blut des Einbrechers: Lutetium. Peter und Olivia finden in einem Lagerhaus mehrere Leichen und Rollstühle. Der Hintermann hat eine Verbindung aus Osmium und Lutetium entdeckt, die leichter als Luft ist und Menschen zum Schweben bringt; damit will er seinen Sohn heilen, der an Muskelschwund leidet und daher im Rollstuhl sitzt. Bei einem weiteren Einbruch zur Beschaffung der seltenen Metalle wird er festgenommen. Am Ende der Folge erweckt Walter die Seele von William Bell zum Leben, dessen Geist sich in Olivia manifestiert. |           |                                                  |                                           |                      |                                          |                      |                                                                                            |
| 60 | 17        | Per Anhalter                                     | Stowaway                                  | 18. März 2011        | 12. Sep. 2011                            | Charles Beeson       | Handlung: J. H. Wyman, Jeff Pinkner, Akiva Goldsman Schauspiel: Daniele Dispaltro          |
| Walter und William Bell, dessen Geist sich in Olivia manifestiert hat, suchen einen geeigneten Körper für William. Ein Selbstmord bringt den FBI-Agenten Lincoln Lee mit ins Spiel. Dieser und Olivia finden eine Fährte zu einer Frau, die nicht sterben kann, obwohl sie es immer wieder versucht. Es scheint nach Williams Ansicht kein Zufall zu sein, dass sein Auftauchen und der nun folgende Tod dieser Frau zusammenfallen. |           |                                                  |                                           |                      |                                          |                      |                                                                                            |
| 61 | 18        | Blutlinie                                        | Bloodline                                 | 25. März 2011        | 12. Sep. 2011                            | Dennis Smith         | Alison Schapker & Monica Owusu-Breen                                                       |
| Folivia wird eröffnet, dass sie ein Virus in sich trägt. Mit sehr großer Wahrscheinlichkeit wird sie bei der Geburt sterben, wie zuvor ihre Schwester und ihr Kind. Folivia wird entführt. Die Fringe-Ermittler treffen auf den Taxifahrer Henry, der Olivia bei ihrer Flucht geholfen hat. Walternativ muss den Fringe-Ermittlern eröffnen, dass eine Parallelwelt und eine zweite Olivia existieren. Folivias Schwangerschaft wird indessen von maskierten Ärzten stark beschleunigt, doch sie kann fliehen und findet sich in Chinatown wieder. Lincoln und der Taxifahrer Henry helfen Folivia bei der Geburt. Walternativ ist hoch zufrieden und bedankt sich bei Lincoln. Am Ende stellt sich heraus, dass unter seinem Auftrag seine Wissenschaftler das Baby und Folivia gerettet haben. Die Beobachter vermerken ebenfalls diesen Schritt im Zeitenverlauf. |           |                                                  |                                           |                      |                                          |                      |                                                                                            |
| 62 | 19        | LSD                                              | Lysergic Acid Diethylamide                | 15. Apr. 2011        | 19. Sep. 2011                            | Joe Chappelle        | Handlung: Jeff Pinkner, J. H. Wyman & Akiva Goldsman Schauspiel: J. H. Wyman & Jeff Pinker |
| Bell kann seinen Aufenthalt in Olivia nicht mehr kontrollieren, da ihr eigenes Bewusstsein zu tief versunken ist. Der Versuch sein Bewusstsein in einen Hirntoten zu transferieren misslingt. Bell hat die Idee sein Bewusstsein in einen Computer zu laden, doch muss Walter und Peter vorher in das Bewusstsein von Olivia eindringen, um sie wieder zurückzubringen. Sie treffen dort auf Bell, der sich versteckt, da das Bewusstsein alles Fremde bekämpft. Zu dritt machen sie sich auf um Olivia zu finden. Auf dem Weg zu ihr macht Peter Bekanntschaft mit einem Mann in Olivias Bewusstsein, den sie am Ende als den Mann identifiziert, der sie irgendwann töten wird. Bell sagt Olivia, dass er verschwinden muss, damit sie weiterleben kann. Der Transfer in einen Computer klappt nicht und war von Bell nur eine Notlüge um Walter dazu zu bringen Olivia wiederzuholen. |           |                                                  |                                           |                      |                                          |                      |                                                                                            |
| 63 | 20        | 6:02 Uhr                                         | 6:02 AM EST                               | 22. Apr. 2011        | 19. Sep. 2011                            | Jeannot Szwarc       | David Wilcox, Josh Singer & Graham Roland                                                  |
| Um 6:02 morgens, ostamerikanischer Uhrzeit, tauchen erstmals deutliche „Softspots“ auf dieser Seite des Universums auf. Walter erkennt, dass etwas unternommen werden muss, da dieses Universum sonst – genau wie das andere – enden würde. |           |                                                  |                                           |                      |                                          |                      |                                                                                            |
| 64 | 21        | Der letzte Sam Weiss                             | The Last Sam Weiss                        | 29. Apr. 2011        | 26. Sep. 2011                            | Thomas Yatsko        | Monica Owusu-Breen & Alison Schapker                                                       |
| Es stellt sich heraus, dass Olivia die Kraft hat, die Maschine zu beeinflussen, sodass Peter diese betreten kann. Am Ende der Folge kann Peter mit Olivias Hilfe in die Maschine einsteigen. Plötzlich wacht er in New York auf. Es sieht aus, als wäre Krieg; auf einer Tafel kann man das Jahr 2021 lesen, außerdem erkennt man das One World Trade Center. |           |                                                  |                                           |                      |                                          |                      |                                                                                            |
| 65 | 22        | Der Tag, an dem wir starben                      | The Day We Died                           | 6. Mai 2011          | 26. Sep. 2011                            | Joe Chappelle        | Handlung: Akiva Goldsman, J. H. Wyman & Jeff Pinkner Schauspiel: Jeff Pinker & J. H. Wyman |
| Im Jahr 2026 beginnt nun auch das Universum langsam zu zerbrechen. Walter kann Peter davon überzeugen, dass er seine Entscheidung beim Betreten der Maschine im Jahr 2011 ändern kann. Wieder im Jahr 2011 angekommen, verbindet Peter so beide Universen und bringt beide Räume der Maschine in einen, wo er beide Fringe-Teams davon überzeugt, dass sie zusammenarbeiten müssen, um beide Universen zu retten. Als diese sich auf eine Zusammenarbeit einigen, verschwindet Peter, und die Beobachter außerhalb merken an, dass seine Freunde ihn bereits vergessen haben, da er seine Aufgabe erfüllt hat. |           |                                                  |                                           |                      |                                          |                      |                                                                                            |

## Staffel 4
Die Erstausstrahlung der vierten Staffel war vom 23. September 2011 bis zum 11. Mai 2012 auf dem US-amerikanischen Sender Fox zu sehen. Die deutschsprachige Erstausstrahlung sendete der deutsche Free-TV-Sender ProSieben vom 25. Juni bis zum 20. August 2012.
| Nr. (ges.) | Nr. (St.) | Deutscher Titel              | Originaltitel                   | Erstausstrahlung USA | Deutschsprachige Erstausstrahlung (D) | Regie                | Drehbuch                                                                                   |
| --- | --------- | ---------------------------- | ------------------------------- | -------------------- | ------------------------------------- | -------------------- | ------------------------------------------------------------------------------------------ |
| 66 | 1         | Der Mann im Spiegel          | Neither Here Nor There          | 23. Sep. 2011        | 25. Juni 2012                         | Joe Chappelle        | Handlung: Jeff Pinkner, J. H. Wyman & Akiva Goldsman Schauspiel: J. H. Wyman & Jeff Pinker |
| Eine Woche, nachdem Peter Bishop verschwunden ist, bleibt die Waffenruhe zwischen den zwei Welten intakt, und beide Seiten werden zur Zusammenarbeit gezwungen. Agent Lee hilft, bei einem „Gestaltwandler“-Fall zu ermitteln, der für ihn sehr persönlich ist. Die Beobachter erkennen, dass ihr Plan zur Korrektur der Zeitlinie nicht perfekt ist. |           |                              |                                 |                      |                                       |                      |                                                                                            |
| 67 | 2         | Eine Nacht im Oktober        | One Night in October            | 30. Sep. 2011        | 25. Juni 2012                         | Brad Anderson        | Alison Schapker & Monica Owusu-Breen                                                       |
| Ein Serienkiller aus dem Paralleluniversum schlägt zu. Er verabreicht seinen Opfern eine blaue Substanz, während sie auf einem Stuhl sitzen und an glückliche Momente denken. Walter hört in seinem Bett eine merkwürdige Stimme und sieht auf reflektierenden Flächen Peters Gesicht. Daraufhin dreht er die Musikanlage auf, jedoch verschwindet die Stimme nicht aus seinem Kopf. |           |                              |                                 |                      |                                       |                      |                                                                                            |
| 68 | 3         | Allein auf der Welt          | Alone in the World              | 7. Okt. 2011         | 25. Juni 2012                         | Miguel Sapochnik     | David Fury                                                                                 |
| Die Leichen zweier Kinder tauchen in einem abgelegenen Tunnel auf. Sie sind schon nahezu komplett verwest. Wie sich herausstellt, sind die Kinder erst seit einigen Stunden tot. Das Fringe-Team findet heraus, dass ein Pilz die Körper der Jungen befallen und die Körper nahezu gelähmt hat. Olivia kann im letzten Moment Walter davon abhalten, eine Lobotomie an sich selbst durchzuführen. Walter beichtet Olivia, dass er Angst habe, wieder ins St. Claires zu müssen, und erzählt ihr von dem unbekannten Mann, der versucht, Kontakt zu ihm aufzunehmen. Daraufhin widerlegt Olivia die Zweifel Walters und zeigt ihm eine Zeichnung, auf der Peter zu sehen ist. Sie sagt, dass sie ihn während der letzten Wochen in ihren Träumen gesehen habe. Walter und Olivia sind davon überzeugt, dass der Unbekannte existieren muss. |           |                              |                                 |                      |                                       |                      |                                                                                            |
| 69 | 4         | Versuchsperson 9             | Subject 9                       | 14. Okt. 2011        | 2. Juli 2012                          | Joe Chappelle        | Jeff Pinkner, J. H. Wyman & Akiva Goldsman                                                 |
| Früh morgens wacht Olivia auf und sieht eine blaue Wolke, die alles Metallische anzieht, was ihr in den Weg kommt. Walter ist überzeugt, dass dieser Vorfall etwas mit seinen vor 25 Jahren durchgeführten Cortexiphan-Versuchen zu tun hat. Es stellt sich heraus, dass Cameron James mit den Vorfällen in Verbindung gebracht werden kann. Walter und Olivia machen sich auf den Weg nach New York, um James ausfindig zu machen, der jedoch bestreitet, etwas mit den Ereignissen zu tun zu haben. Walter findet heraus, dass James in der Lage ist ein elektromagnetisches Feld aufzubauen und das Phänomen zu stoppen. An einem Kraftwerk beginnt James ein Feld zu erzeugen, und plötzlich bewegt sich die Wolke auf Olivia zu. Sie erkennt den Mann aus ihren Träumen in der Wolke. Nachdem Olivia einen Schuss abfeuert um Cameron von der Vernichtung der Wolke abzuhalten, schwebt Sie zum Reiden Lake, taucht ins Wasser ein und plötzlich erscheint Peter Bishop. Dieser behauptet, er würde alle Leute des Fringe-Teams kennen. Doch diese halten ihn für verrückt. |           |                              |                                 |                      |                                       |                      |                                                                                            |
| 70 | 5         | Erneuerung                   | Novation                        | 4. Nov. 2011         | 2. Juli 2012                          | Paul Holahan         | J.R. Orci & Graham Roland                                                                  |
| Walter will nicht akzeptieren, dass Peter sein Sohn, oder zumindest der des Ministers ist, obwohl die DNA-Probe zu 99,7 % dafür spricht. Währenddessen arbeiten Lincoln und Olivia an einem Fall, in dem ein ehemaliger Angestellter von Massiv Dynamic von einem Gestaltwandler entführt wurde. Nicht ahnend, was seine Entführerin ist, hilft er ihr bereitwillig, einen Defekt der Gestaltwandler zu beheben. Peter bietet in dem Fall seine Hilfe an, da er in der Lage ist den Datenspeicher eines anderen Gestaltwandlers zu entziffern. Als der Entführte bemerkt wie sich die Gestaltwandlerin für kurze Zeit in seine Frau verwandelt, versucht er sie zu überlisten, was ihm nicht gelingt. Während des Zugriffes schafft es die nun geheilte Gestaltwandlerin zu fliehen, indem sie die Gestalt eines Agents annimmt. Zum Schluss erkennt Walter Spuren seines Sohnes in Peter, hat aber Angst ihm zu helfen, da er meint, er hätte nicht verdient, Peter wieder zu sehen. Nun vergleicht er Peter mit dem Peter, den er damals retten wollte, dem von der anderen Seite und behauptet er könne ihm auch jetzt nicht helfen. |           |                              |                                 |                      |                                       |                      |                                                                                            |
| 71 | 6         | Die wir zurückgelassen haben | And Those We Left Behind        | 11. Nov. 2011        | 2. Juli 2012                          | Brad Anderson        | Robert Chiappetta & Glen Whitman                                                           |
| Gefährliche Déjà-vus sorgen für einen neuen Fringe-Fall: Für kurze Zeit begeben sich Umgebung und auch Personen in einen Zustand, in dem sie vor vier Jahren waren. Es wird vermutet, dass es an Peter liegt, welcher sich keiner Schuld bewusst ist. Als das Team Nachforschungen anstellt, geraten sie an ein Haus, welches in einer Zeitblase liegt. Als ein Agent diese durchbricht, löst er sich auf. Der Bewohner des Hauses hat die Forschungen seiner Frau genutzt um für kurze Zeit in die Vergangenheit zu springen, denn seine Frau ist an Alzheimer erkrankt. Doch mit jedem Zeitsprung, bei dem er seine Frau antreibt, ihre Forschungen zu beenden, wird es für die Außenwelt schlimmer. Peter versucht mit einer von Walters Apparaturen in die Zeitblase zu kommen und versucht die Bewohner zum Deaktivieren der Zeitblase zu bewegen. |           |                              |                                 |                      |                                       |                      |                                                                                            |
| 72 | 7         | Mauerblümchen                | Wallflower                      | 18. Nov. 2011        | 9. Juli 2012                          | Anthony Hemingway    | Matt Pitts & Justin Doble                                                                  |
| Ein Mann wird von einem unsichtbaren Gegner getötet und ist anschließend blass-weiß. Es stellt sich heraus, dass der „Unsichtbare“ ein altes Experiment von Massive Dynamic ist und er die Leute tötet, um sich sichtbar zu machen, da er eine Frau liebt. Durch das sichtbar machen wird sein Körper so geschwächt, dass er am Ende stirbt, nachdem er endlich einmal mit der Frau gesprochen hat. Olivia leidet immer wieder unter Migräne. Am Ende wird Olivia in ihrer Wohnung bewusstlos und zwei Helfer der Nina des Paralleluniversums injizieren ihr Cortexiphan in den Nacken. |           |                              |                                 |                      |                                       |                      |                                                                                            |
| 73 | 8         | Rückkehr ins Ungewisse       | Back to Where You’ve Never Been | 13. Jan. 2012        | 9. Juli 2012                          | Jeannot Szwarc       | David Fury & Graham Roland                                                                 |
| Nachdem Walter es ablehnt, Peter zu helfen, das Gerät zu bauen, mit dem er in „seine“ Zeit zurückkehren möchte, geht Peter auf die andere Seite, um seinen Vater dort um Hilfe zu bitten. Die Regierung der anderen Seite ist mittlerweile von Gestaltwandlern infiltriert und der alternative Walter bittet Peter um Hilfe. Olivia wird von einem Beobachter besucht, der ihr mitteilt, dass sie in jeder möglichen Zukunft sterben muss. |           |                              |                                 |                      |                                       |                      |                                                                                            |
| 74 | 9         | Der Feind meines Feindes     | Enemy of My Enemy               | 20. Jan. 2012        | 16. Juli 2012                         | Joe Chappelle        | Monica Owusu-Breen & Alison Schapker                                                       |
| Das Fringe-Team des Paralleluniversums bekommt es mit David Robert Jones zu tun. Dieser überwacht Gestaltenwandler und lässt einen von ihnen vor den Augen von Folivia und Lincon sterben. Nachdem Jones ins Fringe-Hauptquartier gebracht worden ist, befragt ihn Peter Bishop. Peter erzählt ihm, dass er ihn in zwei Hälften teilte, während dieser versuchte, in das Paralleluniversum zu gelangen. Jones entgegnet Peter, dass er immer noch in einem Stück sei und er ihn noch nie in seinem Leben gesehen habe. Jones plant wieder in sein Universum zurückzukehren. Das Team vermutet ihn an einer alten Mineral-Mine. Jedoch findet Peter schnell heraus, dass sie im falschen Universum sind. Unterdessen bereiten Jones Helfer alles für die Brücke zwischen den Universen vor. David Robert Jones tritt hindurch. Derweil besucht die Elizabeth der anderen Seite Walter und erzählt ihm, dass sie ihm verziehen habe, dass Walter Peter weggenommen hatte. Abends kommt Walter zu Peter und sagt ihm, dass er alles tun würde, um ihm zu helfen nach Hause zu kommen. |           |                              |                                 |                      |                                       |                      |                                                                                            |
| 75 | 10        | Prophezeiung                 | Forced Perspective              | 27. Jan. 2012        | 16. Juli 2012                         | David Solomon        | Ethan Gross                                                                                |
| Olivia versucht, mit der Warnung von September zurechtzukommen. Derweil ist das Fringe-Team mit einem Mädchen beschäftigt, das den Tod anderer Menschen voraussehen kann. |           |                              |                                 |                      |                                       |                      |                                                                                            |
| 76 | 11        | Der Erlöser                  | Making Angels                   | 3. Feb. 2012         | 23. Juli 2012                         | Charles Beeson       | Akiva Goldsman, J. H. Wyman & Jeff Pinkner                                                 |
| Astrid erhält unerwartet Besuch von der Astrid der anderen Seite. Das fällt auf und Folivia hat die Order, Astrid zurückzuholen. Das Fringe-Team versucht, einen Mörder zu fassen, der seine Opfer mit einem Gift tötet, das auf ihrer Seite noch nicht erfunden wurde. Um den Mörder zu fassen, arbeiten Astrid und „Estragon“, wie Walter seine Astrid nennt, zusammen. Die Arbeit von Astrid und Folivia hat großen Einfluss auf Walter. |           |                              |                                 |                      |                                       |                      |                                                                                            |
| 77 | 12        | Willkommen in Westfield      | Welcome To Westfield            | 10. Feb. 2012        | 23. Juli 2012                         | David Straiton       | J.R. Orci & Graham Roland                                                                  |
| Olivia, Peter und Walter, der sich nun aus dem Labor traut, sind in einer Kleinstadt an einer Landstraße gefangen, die mit ihrem Pendant im Paralleluniversum verschmilzt. Olivia bekommt immer mehr Erinnerungen aus der alten Zeitlinie. Letztendlich glaubt sie, mit Peter zusammen zu sein. |           |                              |                                 |                      |                                       |                      |                                                                                            |
| 78 | 13        | Der Schwarm                  | A Better Human Being            | 17. Feb. 2012        | 30. Juli 2012                         | Joe Chappelle        | Handlung: Glen Whitman, Robert Chiappetta Schauspiel: Alison Schapker & Monica Owusu-Breen |
| Ein Junge in einer Klinik für Geisteskrankheiten hat mentalen Kontakt zu seinen Halbgeschwistern, die alle vom selben Samenspender stammen. Dabei kriegt er die Morde unschuldiger Menschen mit, die von dreien seiner Brüder ausgeführt werden. Das Fringe-Team versucht, die Mörder zu fassen. Am Ende der Episode wird Olivia entführt, nachdem Peter sich zu ihr bekannt hat, und wacht zusammen mit Nina in einem dunklen Raum auf. |           |                              |                                 |                      |                                       |                      |                                                                                            |
| 79 | 14        | Das Ende aller Dinge         | The End of All Things           | 24. Feb. 2012        | 30. Juli 2012                         | Jeff Hunt            | David Fury                                                                                 |
| Nina und Olivia sind noch immer in einem dunklen Raum gefangen. Plötzlich betritt David Robert Jones den Raum und macht Olivia klar, dass sie früher mit Cortexiphan behandelt wurde und dadurch in der Lage ist, Fähigkeiten einzusetzen, die durch eine starke Emotion hervorgerufen werden. Jones führt das gleiche Lämpchen-Experiment an Olivia durch, das er schon einmal an ihr im regulären Universum, vor der Zeitlinienveränderung durchgeführt hat. Es gelingt ihr jedoch nicht, die Lämpchen zum Leuchten zu bringen. Später reden Nina und Olivia über ihre allererste Begegnung. Anschließend erklärt Nina Jones, dass Olivia Peter braucht, um das Experiment durchzuführen. Derweil erscheint auf einmal in Walters Labor der Beobachter September, der zuvor angeschossen wurde. Walter und Peter beschließen, dass Peter in das Gedächtnis Septembers eindringt, um herauszufinden, wo sich Olivia befindet. September eröffnet Peter, dass er Wissenschaftler sei; eine Entwicklungsmöglichkeit nach ‚dem Menschen‘. September fühlt sich verantwortlich für die bisherigen Geschehnisse, vor allem aber für den Krieg der beiden Universen. Jetzt erfährt Peter auch, dass er einen Sohn mit der Olivia des anderen Universums hat. Doch September muss ihm beichten, dass auch Henry nicht mehr existiert. Denn nachdem Peter die Maschine bestieg, löschte er diese Zeitlinie. September macht Peter klar, dass er nach Hause gehen muss, um zu erfahren, wo Olivia ist. Nachdem Peter wieder aufwacht, ist September verschwunden. Als Peter das Haus betritt, wird er von Jones Männern überwältigt und schlussendlich zu Olivia verschleppt. Nun sieht auch Olivia den noch halb bewusstlosen Peter und scheint sehr glücklich zu sein. Jones befiehlt Olivia, die Lämpchen zum Leuchten zu bringen. Dies gelingt ihr nach kurzer Zeit, doch plötzlich beginnen die Deckenlampen zu flackern. Olivia richtet nun die ganze Energie auf den Raum. Nina fragt, was sie dort tue. Doch Olivia ist schon längst klar geworden, dass sie nicht die echte Nina ist. Jones und Nina flüchten aus dem Raum, während Peter Olivia befreit. Sie können Nina und Jones noch rechtzeitig erwischen, als diese ein Portal zum anderen Universum öffnen. Nachdem Nina hindurchgegangen ist, winkt Jones Olivia und Peter. Doch Olivia schießt ihm in den Nacken. Jones antwortete stumm, dass er schon immun gegen solche Schüsse sei. Schlussendlich tritt er durch das Portal und schließt es auch wieder. Nachdem Peter und Olivia das Haus verlassen, macht Peter Olivia klar, dass er auf der Suche nach seiner Olivia ist und nach Hause in seine Zeitlinie zurückkehren wird. |           |                              |                                 |                      |                                       |                      |                                                                                            |
| 80 | 15        | Das Parfum                   | A Short Story About Love        | 23. März 2012        | 6. Aug. 2012                          | J. H. Wyman          | J. H. Wyman & Graham Roland                                                                |
| Ein Mann tötet andere Männer und versucht, mit Hilfe ihrer Pheromone deren Ehefrauen gefügig zu machen. Sein Antrieb ist die Suche nach einer Balance der Substanzen, die zum Geruch der Liebe und zur Liebe führt. Dies ist jedoch bisher nicht gelungen, sodass er auch die Ehefrauen umbringen musste. Bevor er sein nächstes Opfer töten kann, verhaftet Olivia ihn. Auf einem Überwachungsvideo entdeckt Walter, dass Peter von einem Beobachter eine Kontaktlinse eingesetzt bekommen hat, auf der sich eine Adresse befindet. Peter macht sich auf die Suche danach, und findet ein Gerät, mit dem er den Beobachter aus dessen Verbannung zurückholen kann. Die anderen Beobachter hatten ihn vor dem Universum verborgen und ausgeschlossen. |           |                              |                                 |                      |                                       |                      |                                                                                            |
| 81 | 16        | Nichts ist, wie es scheint   | Nothing As It Seems             | 30. März 2012        | 6. Aug. 2012                          | Frederick E. O. Toye | Jeff Pinkner & Akiva Goldsman                                                              |
| Der ehemalige Fringefall „Conrad“ (aus Staffel 1 Episode 13) taucht in dieser Zeitlinie auf, die aber in anderer Richtung abläuft – nicht in diejenige, an die sich sowohl Peter als auch Olivia erinnern. Der Leitung der Fringe-Abteilung fällt Olivias Verhalten und ihre Erinnerungsveränderungen auf. Sie wird beurlaubt, arbeitet aber weiter. Eine Gruppierung von Menschen versucht, „die Kinder der neuen Welt“ über DNA-Experimente zu erschaffen. Das Fringe-Team stellt fest, dass David Robert Jones ursprünglich bei Massive Dynamic an diesem Projekt gearbeitet hatte. Olivia vergisst immer mehr ihre „neue“ Vergangenheit, womit sie Lincoln unbewusst verletzt. Die Folge endet mit einer Wegfahrt der ‚neuen Menschen‘ oder – wie Walter meint – einer Weiterentwicklungstufe dazu. |           |                              |                                 |                      |                                       |                      |                                                                                            |
| 82 | 17        | Alles am richtigen Platz     | Everything In Its Right Place   | 6. Apr. 2012         | 13. Aug. 2012                         | David Moxness        | Handlung: J. R. Orci & Matt Pitts Schauspiel: David Fury & J. R. Orci                      |
| Lincoln reist ins alternative Universum, um Folivia und dem Lincoln des alternativen Universums zu helfen, einen Ordnungshüter zu suchen, der eine überraschende Verbindung zu Gestaltwandlern aufweist. Bei der Festnahme wird der alternative Lincoln angeschossen. Später erhält Folivia die erschütternde Nachricht, dass ihr Partner nicht überlebt hat. |           |                              |                                 |                      |                                       |                      |                                                                                            |
| 83 | 18        | Der Berater                  | The Consultant                  | 13. Apr. 2012        | 13. Aug. 2012                         | Jeannot Szwarc       | Christine Lavaf                                                                            |
| Walter reist ins alternative Universum, um bei einem Fall weiterzuhelfen. Derweil wird der ermordete Alt.-Lincoln beerdigt. Folivia kommt immer noch nicht über den Tod ihres Partners hinweg und sucht verzweifelt den Mörder ihres Kollegen. Es stellt sich heraus, dass der Broyles des alternativen Universums mit David Robert Jones zusammenarbeitet, da er von ihm erpresst wird. Als Gegenleistung erhält Broyles ein lebensrettendes Medikament, das seinen kranken Sohn am Leben hält. Schlussendlich stellt sich Alt.-Broyles seinem Doppelgänger an der Brückenmaschine. Alt.-Broyles kommt in das Gefängnis, in dem auch Alt.-Nina untergebracht ist. Nachdem Walter wieder in sein Universum zurückgekehrt ist, entschließt sich Lincoln, im Paralleluniversum zu bleiben, um den Mörder seines Doppelgängers zu finden. |           |                              |                                 |                      |                                       |                      |                                                                                            |
| 84 | 19        | 2036                         | Letters of Transit              | 20. Apr. 2012        | 13. Aug. 2012                         | Joe Chappelle        | Akiva Goldsman, J. H. Wyman & Jeff Pinkner                                                 |
| Im Jahr 2036 haben die Beobachter die Herrschaft über die Welt erlangt. 2016 haben sich Walter und das Fringe-Team in Bernstein eingeschlossen und die übrige Fringe-Division hat, unter der Führung von Broyles, die Überwachung der überlebenden Menschen als Auftrag von den Beobachtern bekommen. Zwei Separatisten innerhalb der Fringe-Division finden den in Bernstein eingeschlossenen Walter, befreien ihn und wollen mit seiner Hilfe die übrigen Mitglieder der ehemaligen Division finden und ebenfalls befreien, um der Herrschaft der Beobachter ein Ende zu setzen. |           |                              |                                 |                      |                                       |                      |                                                                                            |
| 85 | 20        | Getrennte Welten             | Worlds Apart                    | 27. Apr. 2012        | 20. Aug. 2012                         | Charles Beeson       | Handlung: Graham Roland Schauspiel: Matt Pitts & Nicole Phillips                           |
| Jones will die beiden Universen miteinander verbinden, um einen neuen Urknall hervorzurufen und sein eigenes Universum zu erschaffen. Dadurch würden die beiden anderen Universen zerstört. Durch die Hilfe der Cortexiphan-Kinder initiiert Jones synchronisierte Erdbeben auf der ganzen Welt, um diesen Prozess durchzuführen. Die Fringe-Teams beider Welten beschließen, die Brücke zu schließen, um damit die Universen für immer zu trennen. Lincoln bleibt nach dem Ausschalten der Maschine auf eigenen Wunsch im Paralleluniversum. |           |                              |                                 |                      |                                       |                      |                                                                                            |
| 86 | 21        | Schöne neue Welt (1)         | Brave New World (1)             | 4. Mai 2012          | 20. Aug. 2012                         | Joe Chappelle        | J. H. Wyman, Jeff Pinkner & Akiva Goldsman                                                 |
| Jones bringt mit Hilfe von Naniten Menschen in einem Einkaufszentrum um. Dadurch wird die Fringe-Division auf ihn aufmerksam. Olivia schafft es mit Hilfe ihrer Cortexiphan-Fähigkeiten, die Naniten in einer jungen Frau (Jessica) auszuschalten. Durch diese deaktivierten Naniten kommt Walter auf die Idee, dass William Bell immer noch am Leben ist und hinter dieser ganzen Sache steckt, also mit Jones zusammenarbeitet, was keiner glaubt, aber durch ein Gespräch zwischen Jones und Bell dem Zuschauer offenbart wird. Später versucht Jones dann mittels gebündelten Sonnenstrahlen, Boston zu zerstören. Olivia und Peter verhindern dies aber, indem sie zwei Antennen auf separaten, nebeneinander liegenden Gebäuden deaktivieren. Jones überrascht Peter und schlägt ihn zusammen, so wie Bell es ihm aufgetragen hat. Olivia benutzt ihre neu gewonnenen Cortexiphan-Fähigkeiten, um Peter zu kontrollieren und damit Jones zu töten, da sie Peter sonst nicht helfen kann. Walter und Astrid fahren in ein Lagerhaus, da Walter immer noch auf der Suche nach Bell ist. Dort finden sie die von Jones neu gezüchteten Spezies und werden von den dort stationierten Wachen entdeckt. Bei dem Fluchtversuch wird Astrid angeschossen und Bell zeigt sich Walter. |           |                              |                                 |                      |                                       |                      |                                                                                            |
| 87 | 22        | Schöne neue Welt (2)         | Brave New World (2)             | 11. Mai 2012         | 20. Aug. 2012                         | Joe Chappelle        | Jeff Pinkner, J. H. Wyman & Akiva Goldsman                                                 |
| Olivia und Peter bemerken, dass Astrid und Walter nicht wie gewöhnlich im Labor sind, nachdem sie von ihrem Einsatz wieder kommen. Währenddessen ruft Jessica Olivia an und sagt ihr, dass jemand sie verfolgt. Olivia und Peter machen sich sofort auf den Weg zu Jessica. Der Verfolger von Jessica ist September. Da Jessica eine Anhängerin von William Bell ist, hat sie September erwartet, fängt ihn und bringt ihn dann in das Lagerhaus, in dem Walter von Bell entführt wurde. Astrid hingegen wurde, nachdem man sie angeschossen hat, an einen anderen Ort gebracht, von dem aus ein Krankenwagen gerufen wurde. Im Krankenhaus erzählt sie Olivia, Peter und Broyles von dem Lagerhaus. Olivia und Peter machen sich auf den Weg dorthin, wo Jessica schon auf sie wartet. Jessica schießt September an, Olivia tötet Jessica mittels ihrer Cortexiphan-Fähigkeiten und Peter befreit September. Dieser verschwindet, nachdem Olivia ihm von ihrem Gespräch erzählt hat und die tote Jessica wird in Walters Labor gebracht, wo sie mit Hilfe von Nina und einer Erfindung von Massive Dynamic den Aufenthaltsort von Bell in Erfahrung bringt. Bell beginnt währenddessen mit der Vernichtung beider Universen, um Gott in seinem eigenen zu sein. Als Peter und Olivia auf dem Schiff ankommen, auf dem sich nur Bell, Walter und Bells Kreaturen befinden, erschießt Walter Olivia, da sie die allmächtige und einzige Energiequelle für die Zerstörung beider Universen ist. Bevor Walter auch Bell töten kann, verschwindet dieser in das Parallel-Universum. Olivia wird von Walter gerettet, indem er die Kugel aus ihrem Schädel holt und das Cortexiphan die Wundregeneration massiv beschleunigt. Im Krankenhaus erzählt Olivia Peter, dass sie schwanger ist. Broyles wird zum General befördert, die Fringe Division wird erweitert und er bietet indirekt Nina seinen alten Job an. In der letzten Szene sieht man Walter und September in Walters Labor. September sagt zu Walter, dass sie die anderen warnen müssen. Auf Walters Frage „Warum?“ antwortet er nur „Sie kommen.“ |           |                              |                                 |                      |                                       |                      |                                                                                            |

## Staffel 5
Die Erstausstrahlung der fünften Staffel war vom 28. September 2012 bis zum 18. Januar 2013 auf dem US-amerikanischen Sender Fox zu sehen. Die deutschsprachige Erstausstrahlung sendete der deutsche Free-TV-Sender ProSieben vom 1. Februar bis zum 16. März 2013.
| Nr. (ges.) | Nr. (St.) | Deutscher Titel                             | Originaltitel                                         | Erstausstrahlung USA | Deutschsprachige Erstausstrahlung (D) | Regie            | Drehbuch                 |
| --- | --------- | ------------------------------------------- | ----------------------------------------------------- | -------------------- | ------------------------------------- | ---------------- | ------------------------ |
| 88 | 1         | Assoziativer Gedankenintegrator, Modell-11  | Transilience Thought Unifier Model-11                 | 28. Sep. 2012        | 1. Feb. 2013                          | Miguel Sapochnik | J. H. Wyman              |
| Die Episode schließt nahtlos an die Episode „2036“ (aus Staffel 4 Episode 19) an. Dort befreien Peter, Astrid, Walter und Etta Olivia aus dem Bernstein. Sie finden die unvollständigen Pläne einer Waffe, die die Beobachter vernichten soll. Walter, der sie zusammen mit September entworfen hat, wird von den Beobachtern gefangen genommen und verhört. |           |                                             |                                                       |                      |                                       |                  |                          |
| 89 | 2         | In Absentia                                 | In Absentia                                           | 5. Okt. 2012         | 2. Feb. 2013                          | Jeannot Szwarc   | J. H. Wyman & David Fury |
| Nachdem Walters Gehirn bei dem Verhör durch Captain Windmark beschädigt worden ist, macht sich das Team durch ein unterirdisches Tunnelsystem auf den Weg in Walters ehemaliges Labor in Harvard. Dort suchen sie nach Details der Pläne zur Waffe gegen die Beobachter. |           |                                             |                                                       |                      |                                       |                  |                          |
| 90 | 3         | Der Archivar                                | The Recordist                                         | 12. Okt. 2012        | 8. Feb. 2013                          | Jeff T. Thomas   | Graham Roland            |
| Das Team holt die ersten Videokassetten aus dem Bernstein. Sie fahren nach Pennsylvania und treffen dort Sammler, die abgeschieden von der restlichen Welt Informationen zusammentragen, unter anderem auch über einen Mann namens Donald, der dort an der Mine auf Walter gewartet hat. Olivia, Peter und Walter sammeln dort Gestein, das, obwohl sie nicht wissen wieso, wichtig sein wird. |           |                                             |                                                       |                      |                                       |                  |                          |
| 91 | 4         | Die Kugel, die die Welt rettete             | The Bullet That Saved the World                       | 26. Okt. 2012        | 9. Feb. 2013                          | David Straiton   | Alison Schapker          |
| Das Team bedient sich alter Fringe-Fälle, um nun nach den einzelnen Puzzleteilen für den Plan zu suchen. Während der Jagd nach dem Plan entlarvt sich Agent Broyles als Maulwurf. Etta wird wenig später von Captain Windmark erschossen. |           |                                             |                                                       |                      |                                       |                  |                          |
| 92 | 5         | Zum Ursprung                                | An Origin Story                                       | 2. Nov. 2012         | 15. Feb. 2013                         | P. J. Pesce      | J. H. Wyman              |
| Olivia, Walter und Peter sind dabei, den Tod von Etta zu verarbeiten. Währenddessen holen die Beobachter über ein Wurmloch drei mysteriöse Würfel nach New York. Astrid übersetzt das Logbuch eines Beobachters, den der Widerstand gefangen genommen hat, während Peter das Gerät untersucht, das das Wurmloch geöffnet hat. Walter und er wollen es als Waffe gegen die Beobachter einsetzen. Mithilfe des gefangenen Beobachters verstehen sie den Apparat und setzen ihn wieder zusammen. Olivia und Peter versuchen zu verhindern, dass eine Lieferung an die Beobachter durch das Wurmloch gelangt, indem sie daraus ein schwarzes Loch machen. Doch ihnen kommt ein Beobachter in die Quere. Zwar überwältigen sie ihn, jedoch hat das schwarze Loch keine Auswirkungen und die Lieferungen gehen weiter. Am Ende implantiert sich Peter ein kleines Gerät, das er aus dem Nacken eines Beobachters entfernte. Ab dieser Folge wird Etta immer wieder auf Plakaten als Gesicht des Widerstandes gezeigt. |           |                                             |                                                       |                      |                                       |                  |                          |
| 93 | 6         | Durch den Spiegel, und was Walter dort fand | Through the Looking Glass and What Walter Found There | 9. Nov. 2012         | 16. Feb. 2013                         | Jon Cassar       | David Fury               |
| Walter findet im Bernstein-Band Nummer 7 Informationen, die ihm den Zugang zu einem kleinen Taschenuniversum mit einem wichtigen Inhalt zeigen. Dort angekommen trifft er den Kleinkriminellen Cecil, der bei dem Anschlag auf das Gebäude vor mehr als 20 Jahren in das Zwischenuniversum transportiert wurde; für Cecil sind dort nur fünf Tage vergangen. Währenddessen folgen Olivia, Peter und Astrid mithilfe des Video-Bandes Walter zu dessen Aufenthaltsort. Dort erklären sie ihm, dass mehr auf dem Band gewesen sei, als er gesehen hat, dies jedoch nur innerhalb des Taschenuniversums sichtbar sei. Auf dem Band erkennt man einen Beobachter-Jungen, der schon in der Vergangenheit im regulären Universum aufgetaucht ist (Staffel 1, Episode 15). Sie folgen dem Material auf dem Band, treffen den Jungen jedoch nicht wie erwartet an. Allerdings findet das Team ein Radio, das auf eine bestimmte Frequenz eingestellt ist, ohne ein Signal zu empfangen. Innerhalb des Videos taucht immer wieder Donald auf, der Walter bei seinem Plan geholfen hat. Die Beobachter haben Walter bei seiner Reise zu dem Gebäude entdeckt und folgen ihm in das Zwischenuniversum, wo sie Cecil erschießen. Auf der Flucht entwickelt Peter Beobachterfähigkeiten. Er verschweigt es jedoch gegenüber den anderen. |           |                                             |                                                       |                      |                                       |                  |                          |
| 94 | 7         | Bells Vermächtnis                           | Five-Twenty-Ten                                       | 16. Nov. 2012        | 22. Feb. 2013                         | Eagle Egilsson   | Graham Roland            |
| Peter erlangt durch das implantierte Gerät der Beobachter immer mehr deren Fähigkeiten und Eigenschaften. Dadurch kann er alle Handlungswege der Beobachter genauestens voraussehen. Er geht auf die Jagd und bringt drei von ihnen um. Als Olivia dies herausfindet, hinterfragt sie seine Entscheidung, sich das Gerät implantiert zu haben. Peter antwortet darauf, dass er nur Etta rächen wolle und sein nächstes Ziel Captain Windmark sei. Mithilfe von Nina Sharp gelangt das Team an einen unterirdischen Tresor von William Bell, den sie durch Bells abgeschnittene Hand öffnen können. Darin befindet sich ein Foto von Nina und eine der Fernsteuerungen von September. Durch diese können sie zwei Erdkapseln (Sonden) bergen und mitnehmen; die Kapseln scheinen ebenfalls wichtig für den Plan zu sein, die Beobachter zu besiegen. Nina und Walter reden über die Angst, er könne zu dem Mann werden, der auch aus Bell geworden ist, wenn er weiter diesen Plan verfolgte und sich selbst verlieren könne. Jedoch glaubt Walter, dass die Liebe zu Peter ihm dabei helfen könne. Bell sei nur größenwahnsinnig geworden, da er nichts hatte, das ihn an diese Welt gebunden habe. Jedoch ändert Walter anscheinend seine Meinung, als er das Foto von Nina in dem Tresor findet. Am Ende der Episode betrachtet Walter in einem Schrank in seinem Labor alle bisher gefundenen Dinge für den Plan. Peter fallen die Haare aus, was den nächsten Schritt in seiner Metamorphose zu einem Beobachter zeigt.                    |           |                                             |                                                       |                      |                                       |                  |                          |
| 95 | 8         | Die Menschheit                              | The Human Kind                                        | 7. Dez. 2012         | 22. Feb. 2013                         | Dennis Smith     | Alison Schapker          |
| Walter versucht ein vom Widerstand erbeutetes Gehirnimplantat der Invasoren zu verstehen. Als weiteren Baustein des Plans gegen die Beobachter benötigt das Team einen Magneten. Peter versucht währenddessen, Captain Windmark auszutricksen und ihn zu töten. Windmark kommt ihm allerdings zuvor und bringt Peter beinahe um; Peter kann entkommen und tötet dabei noch Windmarks rechte Hand. Olivia wird, nachdem sie den Magneten von einer Frau bekommen hat, von zwei Personen überfallen, die sie an die Invasoren gegen eine hohe Belohnung aushändigen wollen. Olivia kann sich befreien, muss dazu aber beide Kidnapper umbringen. Am Ende wartet Peter darauf, dass Windmark eine bestimmte Stiege überquert, um so herauszufinden, ob Windmark wieder in seiner ursprünglichen Zeitlinie ist. Olivia kann Peter überzeugen, das Implantat, das er sich ins Gehirn eingesetzt hat, zu entfernen. |           |                                             |                                                       |                      |                                       |                  |                          |
| 96 | 9         | Hofmann                                     | Black Blotter                                         | 14. Dez. 2012        | 23. Feb. 2013                         | Tommy Gormley    | Kristin Cantrell         |
| Das Radio empfängt ein Signal, welches das Team zu dem Beobachterkind namens Michael zurückverfolgt. Währenddessen hat Walter einen LSD-Trip („Hofmann“, im englischen Original „Black Blotter“), durch den er mit sich und seiner Vergangenheit konfrontiert wird. Er versucht seine Ängste zu bewältigen. |           |                                             |                                                       |                      |                                       |                  |                          |
| 97 | 10        | Anomalie XB-6783746                         | Anomaly XB-6783746                                    | 21. Dez. 2012        | 8. März 2013                          | Jeff Hunt        | David Fury               |
| Peter, Walter und Olivia versuchen, mit Nina Sharps Hilfe, Kontakt zu Michael aufzunehmen, da er sie anscheinend nicht versteht und nicht verbal mit ihnen kommunizieren kann. Währenddessen wird Nina durch Captain Windmark enttarnt und überführt. Um ihre Gedanken nicht preiszugeben, tötet sich Nina selbst mit einem Kopfschuss. Michael offenbart Walter, dass Donald der Beobachter September sei. |           |                                             |                                                       |                      |                                       |                  |                          |
| 98 | 11        | Der Junge muss leben                        | The Boy Must Live                                     | 11. Jan. 2013        | 8. März 2013                          | Paul Holahan     | Graham Roland            |
| Walter hat durch die Visionen, die Michael ihm gegeben hat, wieder Erinnerungen an die alte Zeitlinie bekommen. Er findet mit Hilfe des Tanks heraus, wo sich Donald/September aufhält. Dieser erklärt dem Fringe-Team den Plan, um die Beobachter zu besiegen, und offenbart, dass Michael sein Sohn sei und trotz seines Status als Beobachter Emotionen empfinden könne. Er war es auch, der Walter die weiße Tulpe geschickt hat (S02 E18), um ihm neue Hoffnung zu geben. Auf dem Weg aus einer Falle von Captain Windmark fällt Michael in die Hände der Beobachter. Kurzzeitig ist auch die Welt unter den Beobachtern im Jahr 2609 zu sehen. |           |                                             |                                                       |                      |                                       |                  |                          |
| 99 | 12        | Freiheit                                    | Liberty                                               | 18. Jan. 2013        | 15. März 2013                         | P. J. Pesce      | Alison Schapker          |
| Die Beobachter haben herausgefunden, wozu Michael fähig ist. Sie wollen ihn nun auf Liberty Island studieren. Mit Hilfe des restlichen Cortexiphan von Walter rettet Olivia den Jungen aus den Fängen der Beobachter, indem sie mehrere Sprünge zwischen den Universen macht. Hierbei trifft sie auf ihr alternatives Ich und den dort gebliebenen Lincoln Lee. Während der Rettungsaktion baut Donald/September die Zeitmaschine zusammen, die jedoch nicht richtig funktioniert. |           |                                             |                                                       |                      |                                       |                  |                          |
| 100 | 13        | Ein Feind des Schicksals                    | An Enemy of Fate                                      | 18. Jan. 2013        | 16. März 2013                         | J. H. Wyman      | J. H. Wyman              |
| Donald/September bittet Dezember, einen der ursprünglichen 12 Beobachter, das defekte Teil der Zeitmaschine zu ersetzen. Das Team und der Widerstand arbeiten fieberhaft an der Umsetzung des Plans. Dabei entdecken sie, dass Dezember von den anderen Beobachtern ermordet wurde und Captain Windmark ihnen auf die Schliche gekommen ist. Er lässt den enttarnten Broyles festnehmen. Bei dem Verhör erzählt Windmark Broyles, dass auch er ein Gefühl entwickelt habe – Hass. Durch das fehlende Teil der Zeitmaschine muss der Plan nun modifiziert umgesetzt werden. Das Team plant, eines der Beobachter-Wurmlöcher für eine Zeitreise zu benutzen. Hierzu stehlen Olivia und Peter mit Hilfe einiger früherer Fringe-Fälle einen Kubus der Beobachter und finden dabei zufällig Broyles, den sie befreien. Walter verabschiedet sich von Peter und erklärt ihm seinen Plan, mit dem Jungen durch das Wurmloch zu gehen. Donald/September sagt jedoch zu Walter, dass er seinen Sohn Michael beschützen und er deswegen durch dieses Portal gehen müsse. Während der Umsetzung des Plans taucht Windmark auf. Olivia hält ihn mit Hilfe des restlichen, in ihrem Körper befindlichen Cortexiphan auf. Donald/September wird im Kampf von einem Loyalisten getötet und Walter geht mit dem Jungen durch das Portal. Am Ende sieht man Peter, Olivia und die junge Etta zu sich nach Hause fahren. In ihrem Haus findet Peter einen Briefumschlag von Walter in der Post, in dem die weiße Tulpe steckt, die Donald Walter geschickt hat. |           |                                             |                                                       |                      |                                       |                  |                          |

## Zuschauerzahlen
| Staffel | Staffel | Episodennummer | Episodennummer | Episodennummer | Episodennummer | Episodennummer | Episodennummer | Episodennummer | Episodennummer | Episodennummer | Episodennummer | Episodennummer | Episodennummer | Episodennummer | Episodennummer | Episodennummer | Episodennummer | Episodennummer | Episodennummer | Episodennummer | Episodennummer | Episodennummer | Episodennummer | Episodennummer |
| Staffel | Staffel | 1              | 2              | 3              | 4              | 5              | 6              | 7              | 8              | 9              | 10             | 11             | 12             | 13             | 14             | 15             | 16             | 17             | 18             | 19             | 20             | 21             | 22             | 23             |
| ------- | ------- | -------------- | -------------- | -------------- | -------------- | -------------- | -------------- | -------------- | -------------- | -------------- | -------------- | -------------- | -------------- | -------------- | -------------- | -------------- | -------------- | -------------- | -------------- | -------------- | -------------- | -------------- | -------------- | -------------- |
|         | 1       | 9,13           | 13,27          | 9,42           | 9,91           | 9,16           | 8,91           | 8,61           | 9,18           | 7,7            | 8,54           | 11,96          | 11,62          | 12,78          | 9,83           | 9,88           | 10,15          | 9,89           | 9,62           | 9,25           | 9,28           | N/A            | N/A            | N/A            |
|         | 2       | 7,82           | 5,73           | 6,03           | 5,83           | 5,78           | 4,86           | 5,91           | 5,9            | 6,94           | 6,32           | 7,72           | 6,6            | 6,9            | 8,9            | 7,4            | 5,97           | 6,33           | 6,62           | 5,84           | 5,55           | 5,82           | 6              | 5,68           |
|         | 3       | 5,93           | 5,24           | 5,19           | 5,22           | 4,8            | 4,82           | 4,85           | 5,13           | 4,74           | 4,87           | 4,53           | 4,26           | 3,74           | 4,02           | 4,02           | 3,64           | 3,8            | 3,84           | 3,65           | 3,33           | 3,52           | 3,29           | N/A            |
|         | 4       | 3,48           | 3,05           | 3,18           | 3,16           | 3,21           | 3,03           | 2,88           | 2,87           | 3,19           | 3,33           | 3,2            | 3,05           | 3              | 3,08           | 2,87           | 3,08           | 3,01           | 2,84           | 3,03           | 3,09           | 2,73           | 3,11           | N/A            |
|         | 5       | 3,12           | 2,98           | 2,64           | 2,55           | 2,58           | 2,47           | 2,7            | 2,71           | 3,12           | 3,02           | 2,44           | 3,28           | 3,28           | N/A            | N/A            | N/A            | N/A            | N/A            | N/A            | N/A            | N/A            | N/A            | N/A            |